# Falcarius
Falcarius is een geslacht van uitgestorven theropode dinosauriërs uit de groep van de Maniraptora, meer in het bijzonder de Therizinosauria, dat tijdens het Vroeg-Krijt leefde in het huidige Noord-Amerika.
De eerste fossielen van Falcarius zijn in 1999 in Utah gevonden door een stroper. Het dier kreeg in 2005 zijn naam, die 'sikkelsnijder' betekent, toen de typesoort Falcarius utahensis benoemd werd. Er zijn hele beenderlagen van de soort ontdekt waaruit duizenden losse botten zijn opgegraven. Volledige skeletten zijn echter niet gevonden en hierdoor zijn sommige details van de bouw toch nog steeds onduidelijk. Vooral de schedel is slecht bekend. De algemene kenmerken van het dier hebben de wetenschappers wel weten vast te stellen.
Falcarius was een kleine tweevoetige planteneter die ongeveer vier meter lang werd en honderd kilogram zwaar. Hij liep op zijn achterpoten die vrij kort waren en stevig gebouwd maar waarmee hij nog wel kon rennen. Zijn stevige voorpoten waren nogal lang en voorzien van grote sikkelvormige klauwen, waarnaar ook de geslachtsnaam verwijst. Daarmee kon hij zich verdedigen tegen roofdieren. Falcarius hield zijn romp wat opgeheven maar de lange staart sleepte niet over de grond. De nek was lang en droeg een kleine langwerpige kop waarmee planten konden worden afgebeten die verder verknipt werden door rijen kleine tanden. Falcarius was warmbloedig en zijn lichaam was vermoedelijk bedekt met een primitief verenkleed om warm te blijven.
De vondst van Falcarius was van groot belang omdat het dier onder in de stamboom van de Therizinosauria staat en zo onschatbare informatie verschaft over de verwantschappen en vroege evolutie van die groep. Latere therizinosauriërs waren sterk aangepast aan het eten van planten. Ze hadden een gigantische buikholte en liepen met een opgerichte romp en een waggelende gang op korte achterpoten met vier dragende tenen. Het bekken was enorm versterkt om een gewicht van soms vele tonnen verticaler te dragen. Hun staart was erg kort en hun handen droegen gigantische klauwen. De kop was klein met kleine bladvormige tanden en stond op een lange nek. Hun bouw was dus erg veranderd vergeleken met hun theropode voorouders die snelle rennende roofsauriërs waren geweest met lange achterpoten, korte voorpoten, drie dragende tenen, een horizontale romp in evenwicht gehouden door een lange staart en een grote kop met verscheurende tanden. Falcarius laat zien hoe en in welke volgorde die eigenschappen veranderd zijn. Hij heeft nog steeds spitse voorste tanden, drie tenen en een lange staart maar zijn nek is al lang, de kop is verkleind, de achterste tanden zijn die van een planteneter, zijn klauwen zijn vergroot en het bekken is vooraan al iets naar boven gericht. Als sleutel voor het begrijpen van dit veranderingsproces is Falcarius de laatste jaren intensief bestudeerd.

## Vondst en naamgeving
In 1999 vond de bone dog Lawrence Walker, dus een illegale stroper van fossielen op federale grond, twee beenderlagen in Utah, het vermoedelijk gevolg van een groepssterven van duizenden individuen. Na een aantal botten opgegraven te hebben verklapte Walker de locatie, de Crystal Geyser Quarry in Grand County, aan James Kirkland, waarbij deze paleontoloog toezegde een goed woordje voor hem te doen bij de autoriteiten. Desalniettemin werd Walker tot vijf maanden gevangenisstraf veroordeeld.

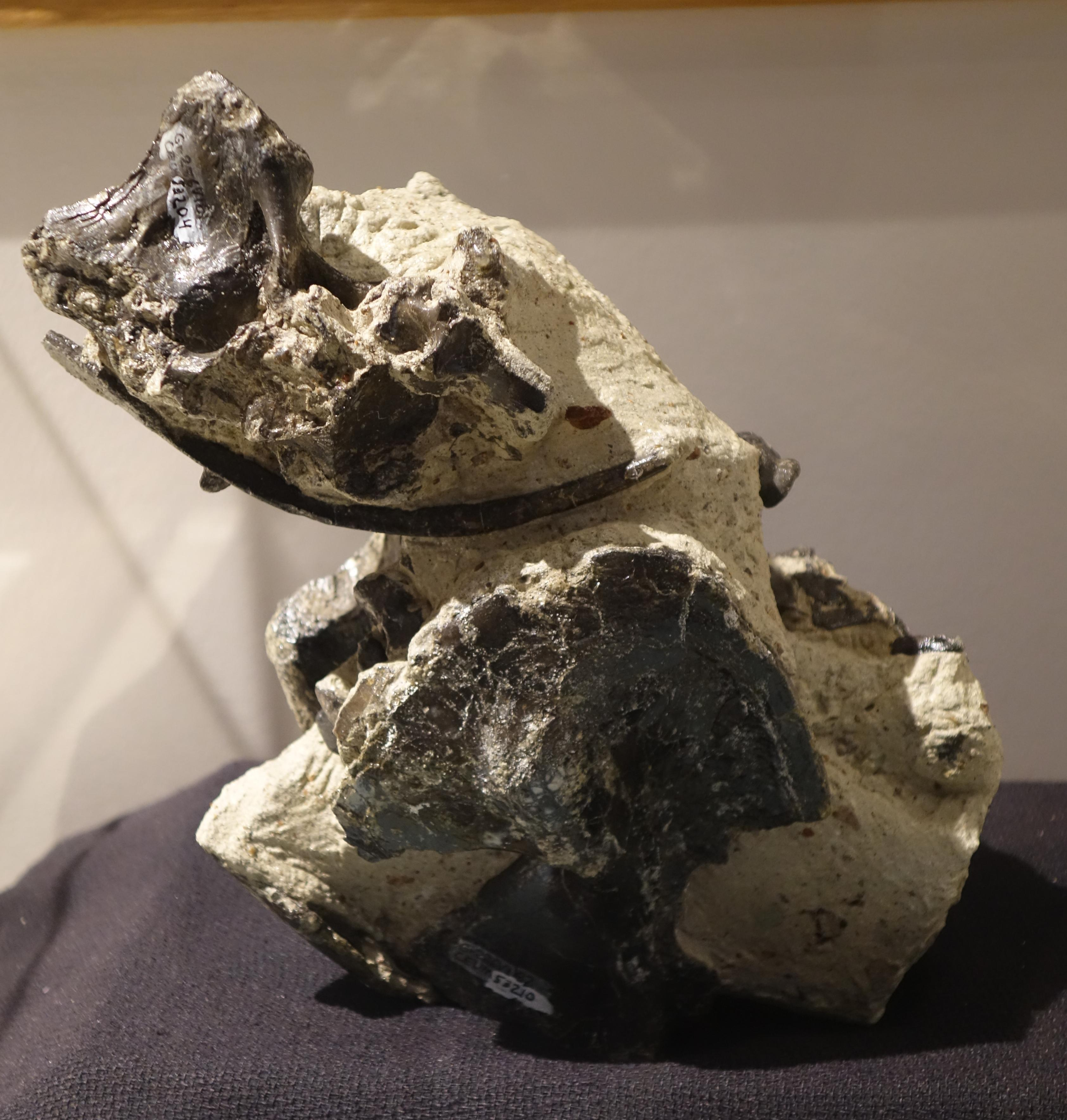
Een steenblok met falcariusbotten

Kirkland begon in 2001 met een team van de Utah Geological Survey de beenderen verder bloot te leggen. De vondst werd gemeld in 2004. In 2005 had hij al zo'n tweeduizend verschillende specimina vrijgemaakt. In mei 2005 werd in het blad Nature de typesoort Falcarius utahensis benoemd en beschreven door Kirkland, Lindsay Zanno, Scott Sampson, James Clark en Donald DeBlieux. De geslachtsnaam Falcarius betekent in het Latijn 'sikkelsnijder' en is een verwijzing naar de sikkelvormige handklauwen. De soortaanduiding verwijst naar Utah.
Het holotype, UMNH VP 15000, is gevonden in een laag van de Yellow Cat-afzetting van de Cedar Mountain Formation die dateert uit het Barremien en minstens 125 miljoen jaar oud is. Het bestaat uit een gedeeltelijke hersenpan. Als paratypen zijn aangewezen de specimina UMNH VP 12283, 12285, 12286, 12288, 12290, 12292, 12293, 12315, 12321-12329, 12343-12345, 12347-12349, 12360, 12363, 12366, 12369-12373, 12377, 12380, 12383-12384, 12386-12389, 12392-12394, 12396-12400, 12402-12404, 12406, 12410-12417, 12419-12425, 12427-12439, 12441-12443, 14530-14533, 14537-14538, 14542-14557, 14560-14565, 14568-14582, 14584-14656, 14658-14666, 14668-14670, 14672-14676, 14678-14680, 14682-14690, 14692-14699, 14701-14999 en 15001-15149. Tegelijkertijd werden nog eens tientallen andere botten toegewezen. Een publicatie van Zanno uit 2008 voegde hier nog elf botten aan toe. Ongeveer negentig procent van het skelet is hiermee bekend. De elementen worden echter niet in verband gevonden als hele skeletten maar als losse botten. Dat bemoeilijkt de identificatie en het samenvoegen tot een geheel skelet. Daarbij is er een enorme achterstand in de preparering van de fossielen die echter op zich van goede kwaliteit zijn. Het gaat bij de paratypen om skeletelementen van minstens tien individuen. Er werd in 2010 geschat dat in het beenderbed, afgaande op het toen verzamelde materiaal, minstens driehonderd individuen aanwezig moeten zijn. Het totaal aan specimina was begin dat jaar gestegen tot 2700, eind dat jaar tot boven de drieduizend.
Door het grote aantal individuen is het mogelijk statistische analyses uit te voeren; er schijnen al twee morfen voor de handen gevonden te zijn en er is een duidelijke leeftijdsopbouw in de populatie. De meeste specimina zijn van niet volgroeide dieren en sommige individuen zijn zeer jong.
In 2008 werd een tweede vindplaats gemeld, de Suarez Quarry met voornamelijk oudere dieren. De exemplaren daar zouden in de wervelkolom en het bekken afwijken van de eerdere vondsten maar het is niet duidelijk of dit komt doordat ze aan apart taxon vertegenwoordigen of door het leeftijdsverschil.
De beschrijving in het benoemende artikel in Nature was wat summier dat dat blad strikte beperkingen stelt aan de lengte. Zanno heeft in verschillende artikelen en in haar scriptie uit 2006 en dissertatie uit 2008 de osteologie van Falcarius in detail beschreven.

## Beschrijving

### Algemene bouw en grootte

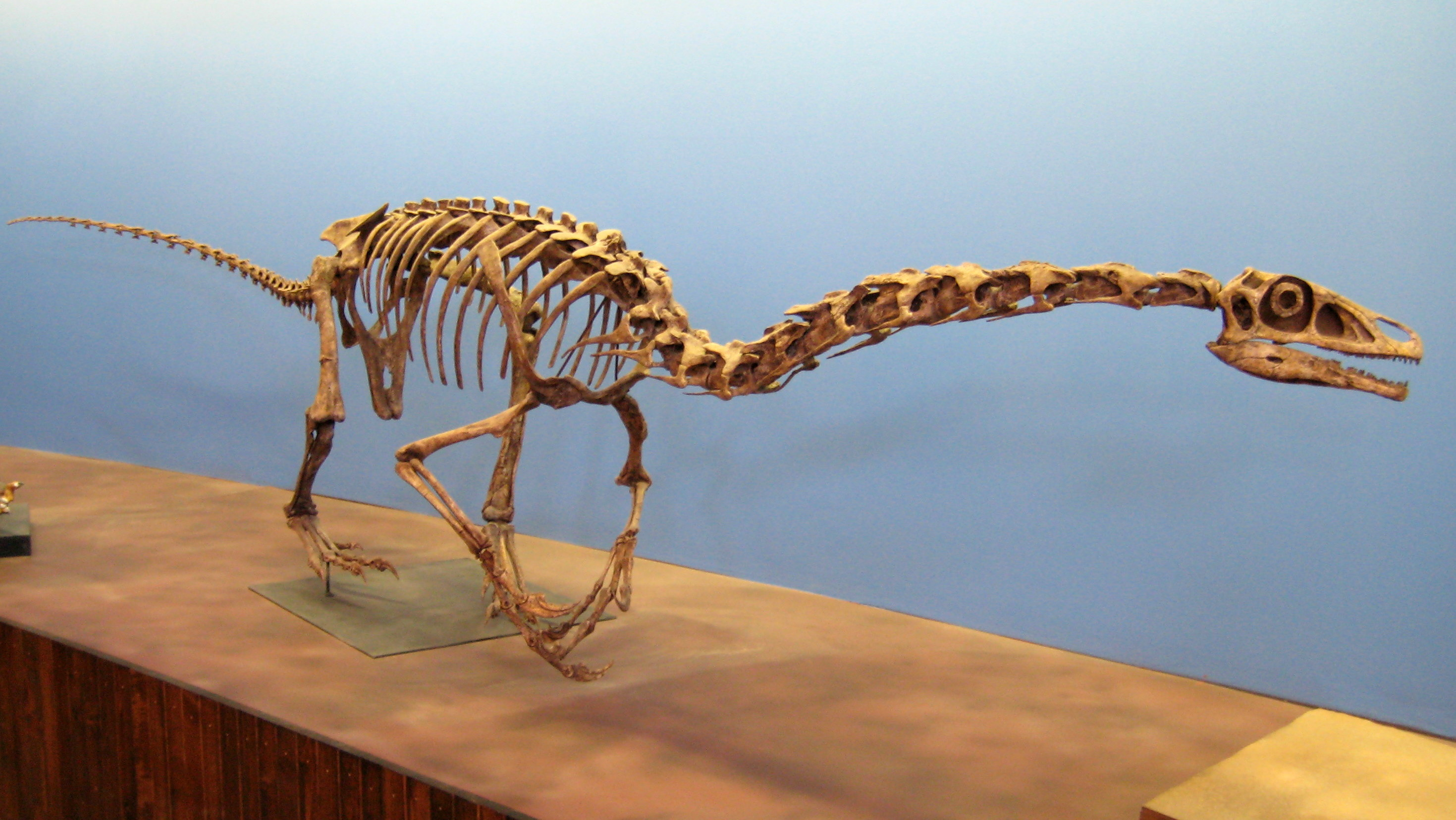
Een replica van Falcarius

Falcarius was een kleine basale therizinosauriër. Hij was zo'n vier tot vijf meter lang met een rughoogte van een meter. Gregory S. Paul schatte in 2010 voor en dier van vier meter het lichaamsgewicht op honderd kilogram. Hoogstwaarschijnlijk was het dier, net als alle Maniraptora, warmbloedig en bevederd. Het maakt meer de indruk van een bizarre vogel dan van wat men zich meestal als dinosauriër voorstelt.

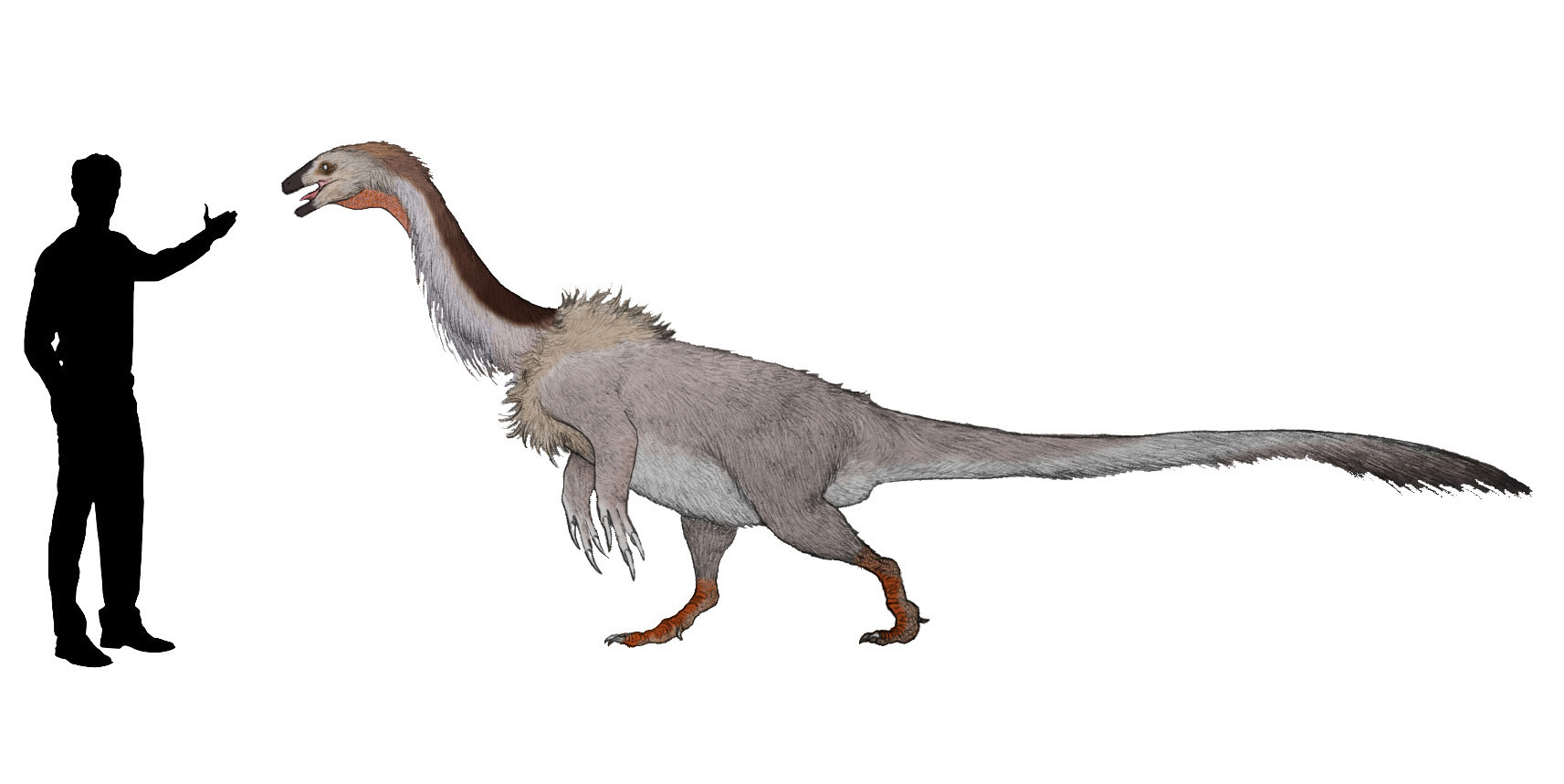
Falcarius in grootte vergeleken met een mens

Als basale en vroege vorm bezit Falcarius nog niet de extreme aanpassingen aan het eten van planten die latere therizinosauriërs zouden tonen. Het dier lijkt een overgang te vertegenwoordigen van de carnivore levenswijze van de theropoden naar de herbivore van de therizinosauriërs: de wellicht bimorfe tanden, hoewel nog gekromd, zijn al platter met ribbels voor het afscheuren van plantaardig materiaal; het schaambeen steekt slechts iets meer naar achter, wellicht om ruimte te maken voor een vergroot spijsverteringskanaal. Er wordt echter ook wel vermoed dat de Maniraptora oorspronkelijk omnivoor waren — in dat geval kunnen zulke kenmerken veel oorspronkelijker zijn. Ook niet erg veranderd is de lange staart met een smalle staartbasis. Die wordt horizontaal gehouden, evenals de romp: de typische meer opgerichte houding van latere vormen ontbreekt nog.

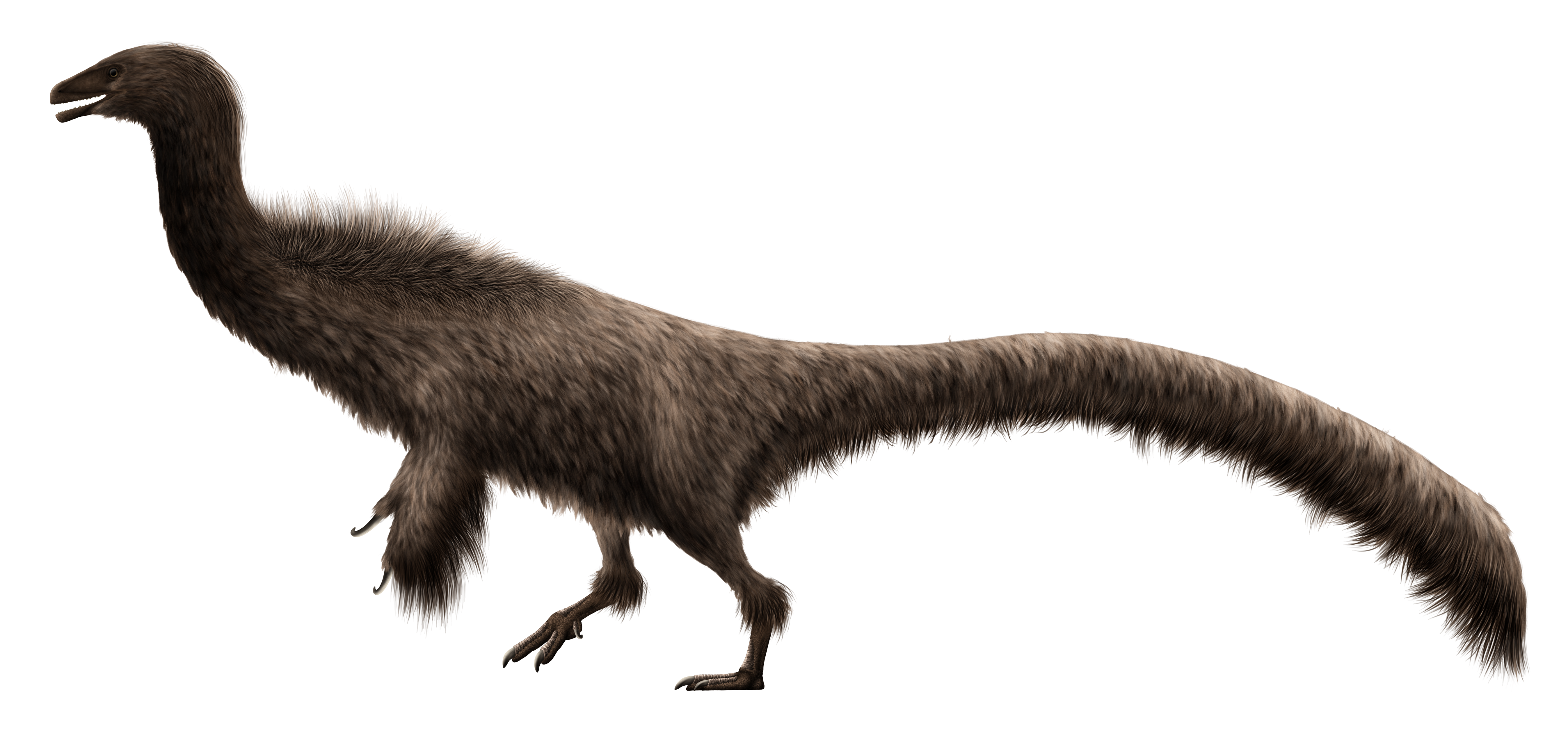
Falcarius had een verenkleed

De handen zijn zeer groot met sikkelvormige klauwen. Latere Therizinosauridae — tot welke meer geavanceerde groep Falcarius overigens vermoedelijk niet behoort — zouden ook zeer grote handen hebben; sommige soorten hadden de langste klauwen die uit het dierenrijk bekend zijn. In combinatie met een vrij lange nek en juist korte benen doet deze eigenschap Falcarius dus al sterk lijken op zijn latere verwanten. De klauwen dienden misschien tot zelfverdediging of voor het reiken naar hoge takken.

### Onderscheidende kenmerken
Kirkland wist in 2005 een aantal onderscheidende kenmerken vast te stellen. Verschillende daarvan bleken later echter toch bij verwante soorten voor te komen. Zanno gaf in 2008 een verbeterde lijst. Eigenschappen die tegenwoordig nog onbetwist worden, zijn de volgende. In de hersenpan is er een sterk ontwikkelde recessus basisphenoidalis. Tevens zijn er diepe inzinkingen onder de condylus occipitalis en op de subotica, ieder met meerdere pneumatische groeven. De verheffing op de eerste handklauw als aanhechting voor de strekspier heeft diepe uithollingen voor het gewrichtskapsel. De groeve voor de fenestra antorbitalis reikt tot aan het zijoppervlak van het neusbeen. Er zijn minstens vijf paar kegelvormige tanden voor in de onderkaken. De voorste tanden zijn aan de binnenkant uitgehold. De halswervels hebben in de trog op hun onderkant een middenrichel. De groeve op de ruggenwervels die onder hun voorste uitsteeksels loopt is verdeeld in drie kleinere uithollingen. De middelste ruggenwervels hebben een tweede richel die van de basis van de diapofyse naar achteren loopt. Het opperarmbeen heeft sterk ontwikkelde en schuin geplaatste verdikkingen met een holle voorrand die naar de gewrichtsknobbels oplopen. Op de voorrand van het heupgewricht bevindt zich een goed ontwikkelde en van achteren naar bezijden lopende verheffing op het schaambeen.

### Skelet

#### Schedel en onderkaken

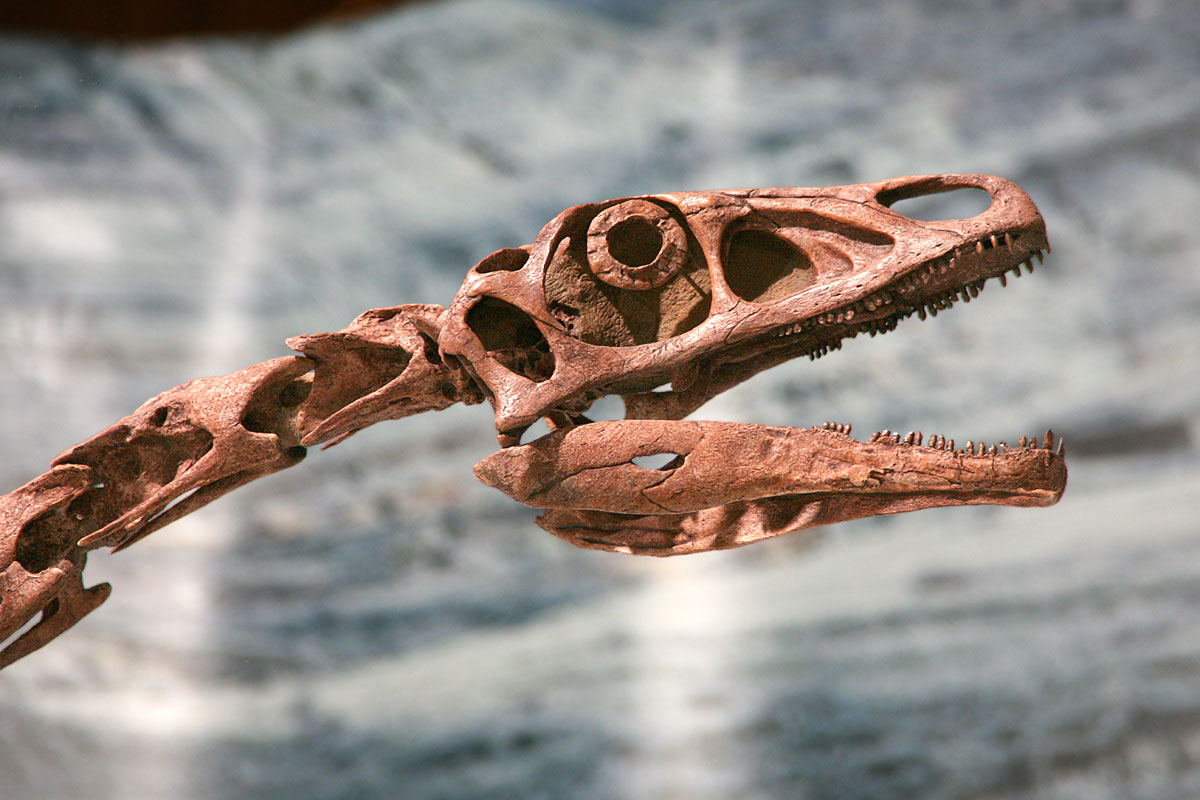
Deze reconstructie van de schedel is grotendeels op giswerk gebaseerd maar toont correct dat de voorste tanden langer zijn

Een volledige schedel van Falcarius is niet bekend. Uit fragmenten is het duidelijk dat de kop matig langwerpig is en afgeplat. Een gevonden bovenkaaksbeen of maxilla, specimen UMNH VP 14565, laat niet zien of er een fenestra maxillaris of promaxillaris aanwezig is, kleine schedelopeningen. Het aantal maxillaire tanden bedraagt minstens zestien en deze lopen uitzonderlijk ver naar achteren door. De tanden zijn bladvormig met nauwelijks een kromming naar achteren en onderaan erg breed. Ze hebben aan de voorste snijrand erg fijne kartelingen met een dichtheid van vijftien vertandingen per strekkende millimeter, zodat ze met het blote oog niet eens zichtbaar zijn. Alleen het bovenste deel van de voorste snijrand is ermee bezet. De achterste snijrand heeft grovere vertandingen, negen per millimeter en daar lopen ze tot op twee derden van de lengte door. De voorste tanden hebben een lengte van ongeveer vijf millimeter, de achterste zijn half zo lang. Het neusbeen heeft een wigvormig raakvlak met het voorhoofdsbeen. De oogkas is groot en rond. Het voorhoofdsbeen is driehoekig en bovenop vrij vlak, zonder de bolling bij sommige andere Maniraptora. De wandbeenderen zijn vermoedelijk vrij kort en liepen in ieder geval niet door tot over het achterhoofd. Het quadratum heeft bovenaan een enkelvoudige kop die spits toeloopt zodat het achtervlak driehoekig is in plaats van rechthoekig. In zijaanzicht is het quadratum naar voren bol, aan de achterkant hol. Het kaakgewricht ligt iets voor de kop en bestaat uit dubbele gewrichtsknobbels, niet driedubbele als bij de therizinosauriden.
Het achterhoofd is vrij smal en hoog met enorme zijuitsteeksels, de processus paroccipitales, die zowel erg lang zijn als breed. Er is een groot rond achterhoofdsgat boven een stevige recht naar achteren gerichte condylus occipitalis in de vorm van een omgekeerd trapezium, de knobbel die de verbinding vormt met de nek. Het supraoccipitale tussen het achterhoofdsgat en de bovenste rand van het achterhoofd, is klein en heeft de vorm van een staande wigvormige punt. Het helt vrij sterk naar voren. In de twee bewaard gebleven hersenpannen is geen naad op de bovenste ronding zichtbaar wat betekent dat het supraoccipitale of doorliep tot over het achterste schedeldak, of dat het naadloos versmolten was met de wandbeenderen. Midden bovenop heeft het supraoccipitale een opvallende bult die verder alleen bij sommige basale vogels bekend is. Mogelijk vormt dit een aanhechting voor de musculus biventer cervicis en de musculus splenius capitis. De bult loopt aan de onderste basis gevorkt uit. Aan de binnenkant is deze zone geheel glad, wat wel gezien wordt als een aanwijzing dat de hersenen de hele achterste hersenpan opvulden; de bolling zou dan wijzen op een vergrote hersenmassa. Het supraoccipitale loopt aan de zijkanten naadloos over in de exoccipitalia en opisthotica. Deze elementen vormen ook de processus paroccipitales die zijwaarts en ook naar beneden en achteren uitsteken, zij het niet zo hangend of achterwaarts reikend als bij veel andere theropoden groepen. Deze uitsteeksels dienden als aanhechting van verschillende spiergroepen; aan de achterkant is er een ondiepe brede uitholling voor het begin van de musculus depressor mandibulae die de onderkaak liet zakken. Het uitsteeksel wordt binnenin gepneumatiseerd, uitgehold, door een uitloper van de luchtzak bij het oor. De pneumatisering is echter niet zo extreem als bij latere therizinosauriërs. De exoccipitalia en opisthotica lopen onderaan over in het os basioccipitale en vooraan vormen ze links en rechts de achterzijde van het middenoorgebied waar ze naadloos overlopen in de prootica. De structuur aan de binnenzijde hiervan geeft aan dat er vergrote flocculi aanwezig waren, lobben die snelle oogbewegingen coördineerden. Het nut daarvan voor een planteneter is niet duidelijk maar wellicht had Falcarius dit kenmerk geërfd van zijn vleesetende voorouders. Het os basioccipitale maakt zestig procent uit van de, onderste, condylus occipitalis. Aan de onderste basis van de nek van de knobbel is er een omvattende brede inzinking die in tweeën gesplitst wordt door een relatief nauwe verticale beenrichel die onderaan gevorkt uitloopt in twee vrij dicht op elkaar staande beenlippen, de tubercula basilaria. In beide helften van deze verlaging liggen twee kleinere nog diepere pneumatische uithollingen boven elkaar, onder smallere groeven voor eerst de nervus vagus en daarboven de halsslagader. De configuratie van het geheel is uniek voor Falcarius. Binnenin is het os basioccipitale erg glad en vormt de bodem van het achterste brein dat wellicht ook op dit punt vergroot was.

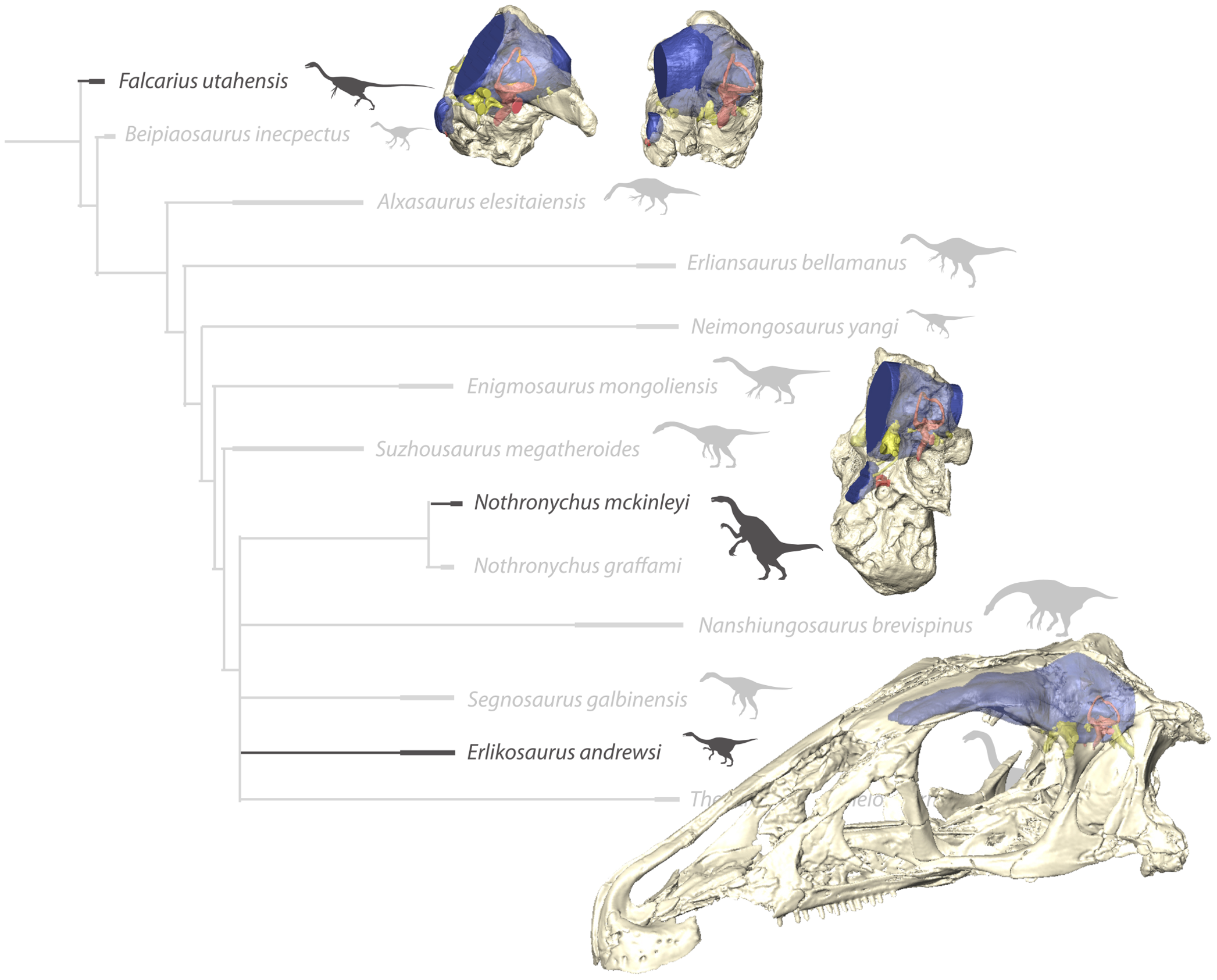
Bovenaan een virtueel hersenafgietsel van Falcarius

Het achterstuk van de onderkant van de hersenpan wordt gevormd door het basisfenoïde dat wel gepneumatiseerd is maar geen bolling of bulla vormt zoals bij de therizinosauriden. In plaats daarvan is de bij theropoden gebruikelijke recessus basisphenoideus, een in dit geval ovale uitholling op de onderkant, relatief groot en naar voren uitgebreid tussen tussen de twee uitsteeksels van de onderste hersenpan, de processus basipterygoidei die bij Falcarius meer naar onderen en achteren uitsteken vergeleken met de meer gebruikelijke zijwaartse oriëntatie. De uitsteeksels zijn binnenin volledig hol met een enkele luchtkamer; de beide ruimten zijn gescheiden door een dun tussenschot. De randen van de recessus basisphenoideus lopen vooraan over in het dolkvormig uitsteeksel van het parasfenoïde, de voorste hersenpan, waarvan echter alleen de basis bekend is.

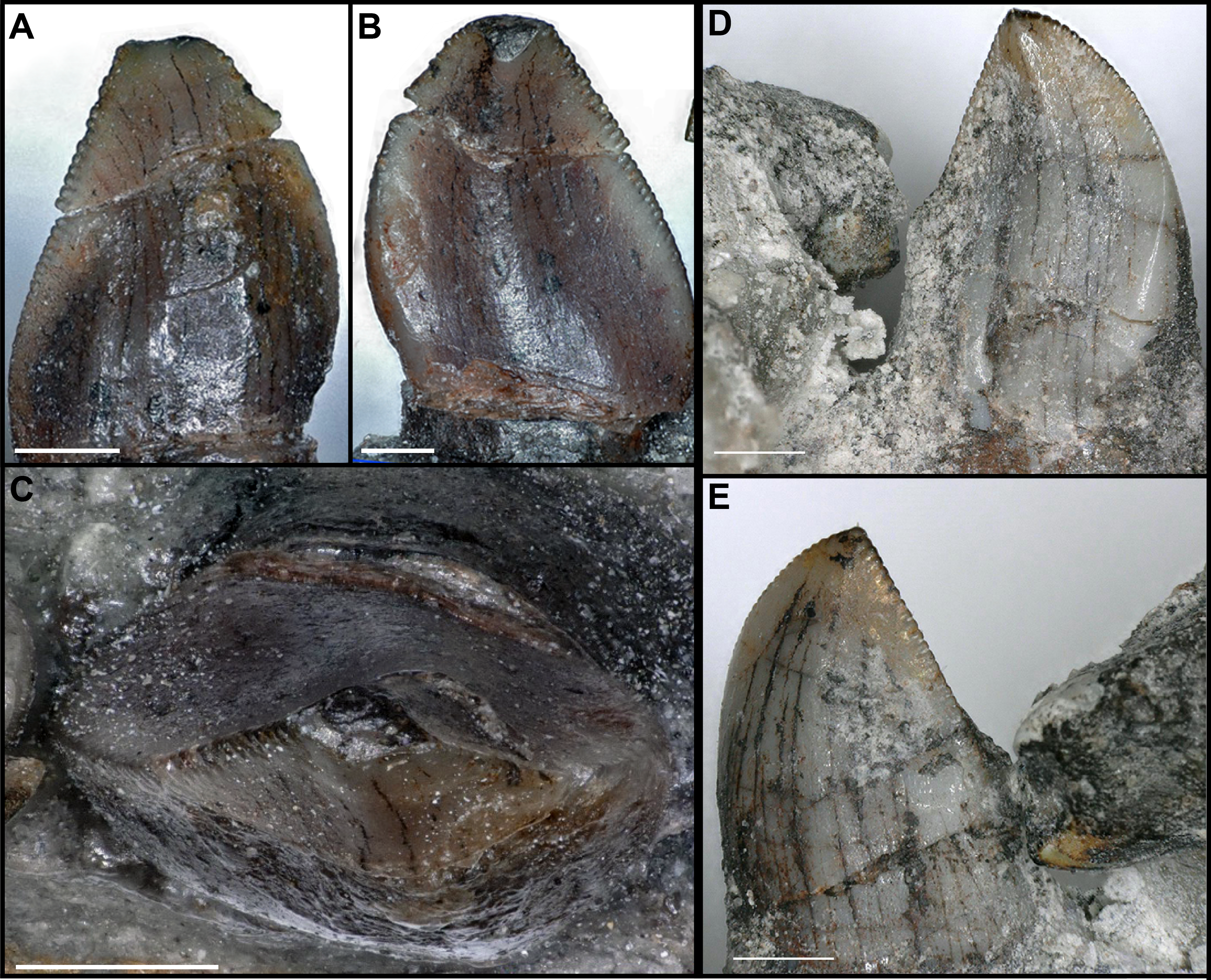
Tanden in de onderkaak

Het oor van Falcarius toont achteraan in plaats van een recessus tympanicus posterior een diepe pneumatische put. Een groeve vóór de basis van de processus paroccipitalis komt vermoedelijk overeen met de bovenste recessus tympanicus dorsalis. De voorste recessus tympanicus anterior bestaat in de vorm van een stelsel van uithollingen op het bovenste basipterygoïde en het prooticum dat de zijwand van de hersenpan vormt. Het binnenoor heeft een relatief lang voorste halfcirkelvormig kanaal; het erin overlopende kleinere achterste steekt niet ver onder het horizontale halfcirkelvormige kanaal uit dat vrij lang en afgerond is. Als geheel staat dit evenwichtsorgaan in bouw min of meer tussen meer basale theropoden en meer afgeleide Maniraptora in. De oriëntatie ervan duidt erop dat kop normaal ongeveer 20° naar beneden gericht werd. Het slakkenhuis is vrij lang wat duidt op een vermogen een groot aantal frequenties waar te nemen.
De onderkaken zijn vrij plat en samen enigszins V-vormig, nog niet sterk U-vormig, en missen een duidelijke 'kin'. Vooraan zijn ze iets naar boven gebogen. De tanden lopen tot vooraan door, anders dan bij de therizinosauriden, waar de ondersnavel tandeloos is. De achtentwintig dentaire tanden zijn achteraan langer, smaller en krommer dan die van de bovenkaak. De voorste vijf tandparen van de onderkaken echter zijn juist uitzonderlijk lang, kegelvormig en zonder snijranden. Kennelijk vormen ze een grijporgaan; het is door het ontbreken van de praemaxillae niet bekend of de tegenoverliggende tanden van de bovenkaak gelijkaardig van vorm zijn.

#### Postcrania

##### Wervelkolom
Hoewel er een honderdtal wervels gevonden is, blijft de precieze indeling van de wervelkolom onbekend.

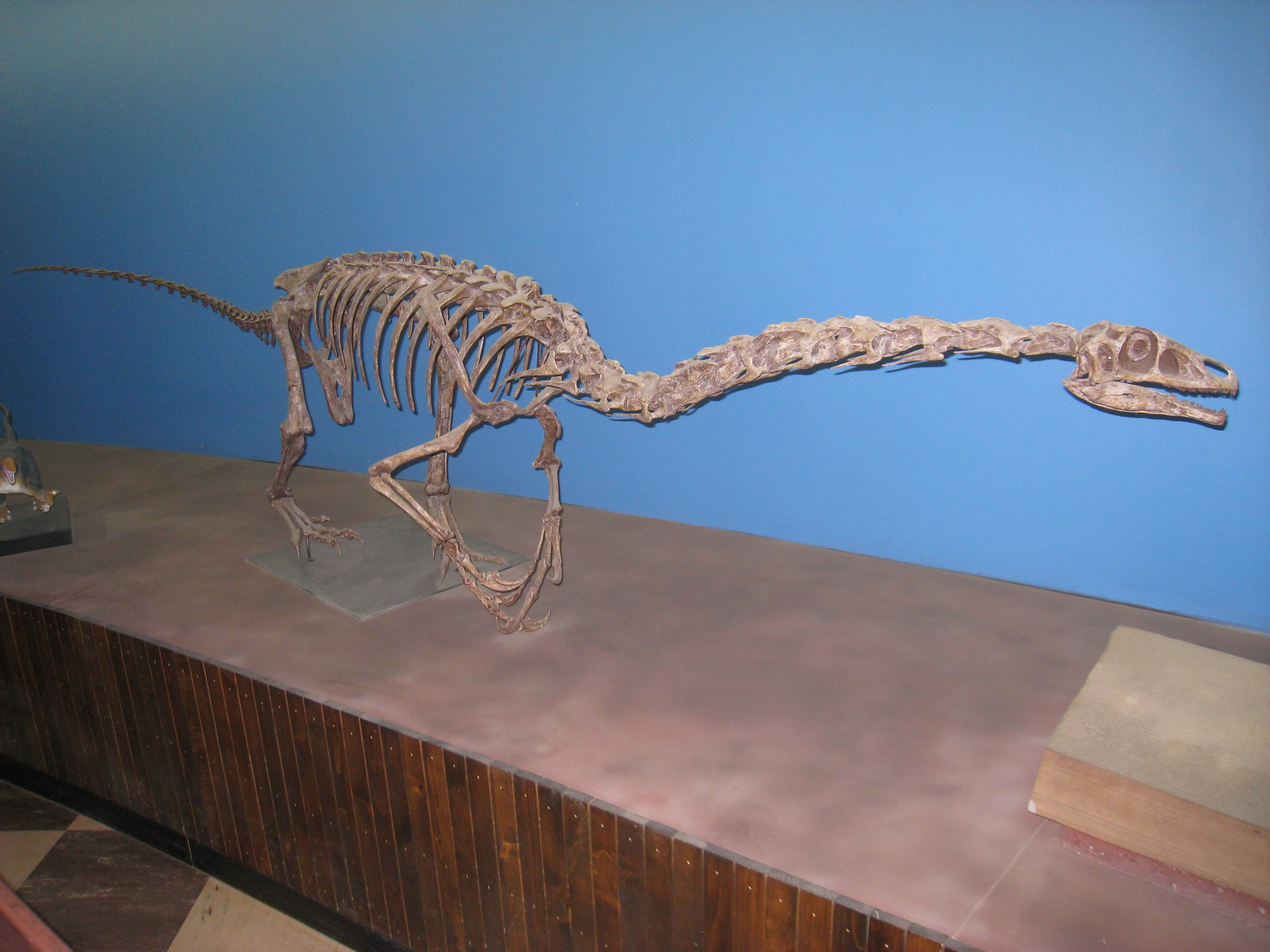
De halswervels zijn opvallend langwerpig

De halswervels zijn zeer langgerekt. De voorste en middelste zijn amficoel: aan beide uiteinden hol; de achterste platycoel, i.c. met een platte voorkant. De voorste werveluitsteeksels, met opvallende groeven aan hun voorste bases, reiken tot over het wervellichaam van de voorgaande wervel maar de achterste houden op bij de rand. De halswervels zijn onderop uitgehold met vinvormige randen. De doornuitsteeksels zijn smal, laag en lang. Alle halswervels lijken sterk gepneumatiseerd te zijn. met grote kamervormige luchtholten, zoals de vele gebroken elementen duidelijk laten zien. De nekribben zijn vergroeid en driehoekig in doorsnede. Een studie uit 2015 concludeerde dat de nekspieren vooral geschikt waren om de nek krachtig naar beneden te buigen.
De gevonden ruggenwervels zijn in drie duidelijk te onderscheiden groepen verdeeld. De voorste hebben nog kenmerken van de halswervels. De middelste hebben sterk gepneumatiseerde en verbrede wervelbogen waarvan het oppervlak voorzien is van een opvallend patroon van richels waartussen groeven lopen waarin weer lagere richels liggen. Hun zijuitsteeksels staan sterk schuin omhoog maar hun doornuitsteeksels zijn vooraan nog steeds laag; in het midden worden deze echter hoger terwijl de andere uitsteeksels juist zakken. Ze hebben extra bovenste wervelgewrichten in de vorm van hyposfeen-hypantrum-verbindingen. De achterste ruggenwervels zijn robuuster met veel minder richels terwijl de doornuitsteeksels weer lager worden. De meeste ruggenwervels hebben pneumatische foramina; alle waren vermoedelijk gepneumatiseerd. Het aantal sacrale wervels is niet duidelijk maar bedraagt vermoedelijk vijf of zes, wellicht afhankelijk van de leeftijd. De sacrale wervels zijn niet volledig versmolten tot een heiligbeen; wel zijn de zygapofysen vergroeid tot een doorlopende zijrichel. Aan de zijkanten zijn de sacrale wervels voorzien van grote driehoekige pneumatische foramina.
Doordat het materiaal uit losse wervels bestaat is het totale aantal staartwervels lastig in te schatten. Het zijn er zeker dertig en waarschijnlijk rond de vijfendertig. De staart maakt waarschijnlijk meer dan de helft van de lengte van het dier uit. De staartwervels zijn amficoel en niet gepneumatiseerd. De zevenenzestig gevonden caudale wervels zijn in twee duidelijk te onderscheiden groepen te verdelen: de korte van de basis en de veel langwerpigere van het uiteinde. Dat er geen tussenvormen aangetroffen zijn, duidt erop dat de overgang tamelijk abrupt moet zijn geweest. Bij de therizinosauriden daarentegen ontbreekt in wezen een verlengde middensectie. De staartbasis is laag met korte doornuitsteeksels maar hoog geplaatste voorste gewrichten. Bij de achterste wervels, die van onderen hol zijn met een lengtegroeve, zijn alle uitsteeksels gereduceerd behalve de voorste en achterste die juist verlengen. De chevrons onderaan de staart hebben een waaiervormig uiteinde en aan de basis voorste en achterste uitsteeksels; de voorste worden langer bij de achterste staartwervels.

##### Ledematen

###### Schoudergordel en arm
Het vorkbeen is slank en relatief nauw: de takken maken een hoek van honderdvier graden met elkaar. Hun uiteinden wijken sterker uiteen zodat het niet U-vormig is zoals bij de Oviraptorosauria. Op hun samengroeiing bevindt zich een kleine naar beneden gerichte punt, het hypocleidium. Het schouderblad heeft niet de rechte vorm van veel andere therizinosauriërs maar is gebogen en ligt vrij hoog. Het ravenbeksbeen is niet sterk vergroot.
De arm als geheel is niet extreem verlengd. Het opperarmbeen heeft een aan de basis vrij korte driehoekige deltopectorale kam. Er zijn echter tekenen dat dit element al robuust begon te worden. De epicondylen, de beenstijlen die naar de onderste gewrichtsknobbels lopen, zijn uitzonderlijk dik wat het mogelijk maakte met de arm veel kracht te zetten. Die aan de binnenkant is ook wat kamvormig doordat hij aan de voorrand scherper ingesneden is. In de onderarm is de ellepijp wat krom. De hand is vrij lang maar niet heel zwaar gebouwd, met relatief lange middenhandsbeenderen. Wel is het eerste middenhandsbeen erg kort, zij het niet zo verdikt als bij de therizinosauriden. De eerste vinger staat duidelijk af ten opzichte van de tweede die verreweg het langst is. De derde vinger is erg dun. De handklauwen zijn matig gekromd, vrij spits en niet al te lang.

###### Bekken

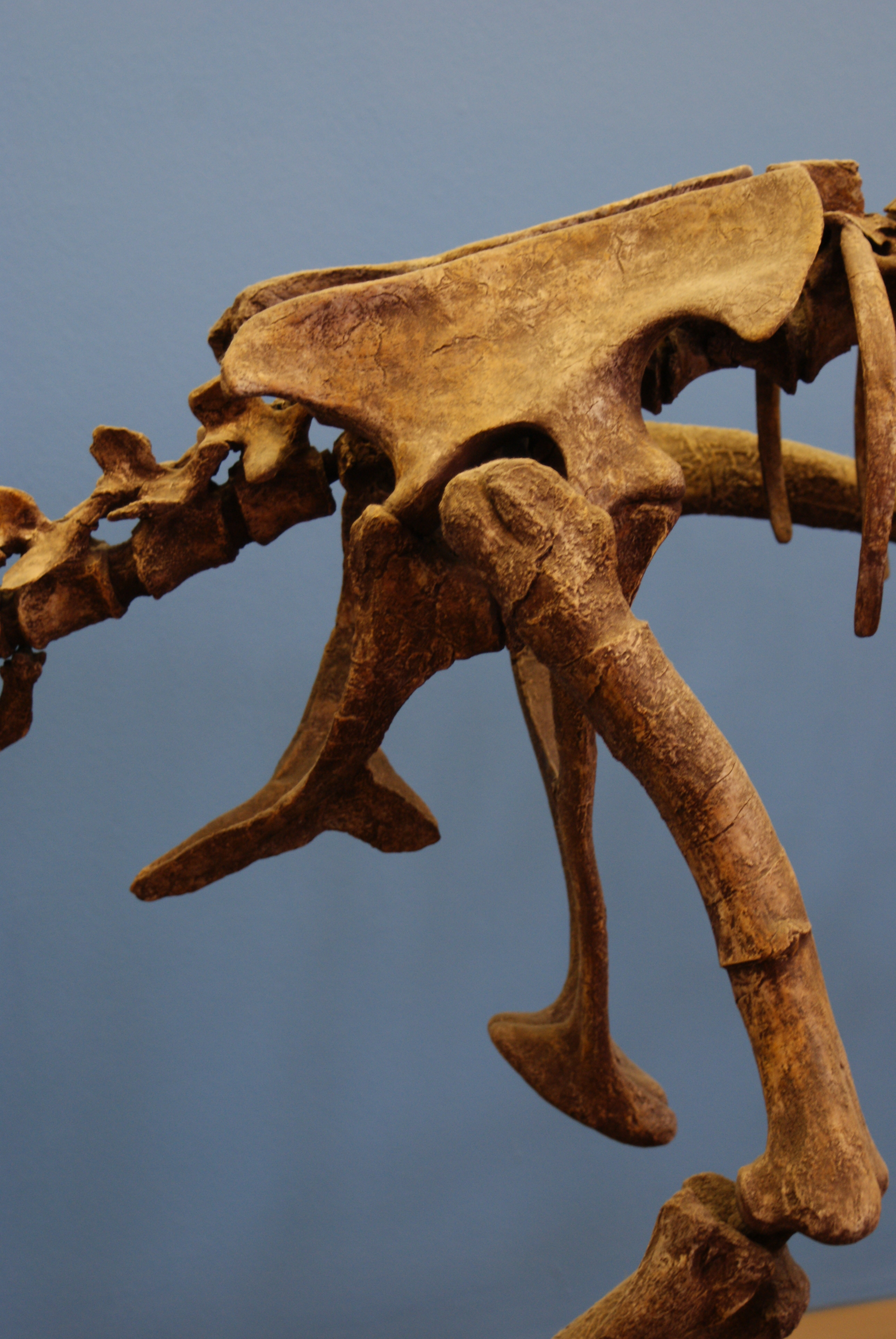
Het bekken van Falcarius met bovenaan de horizontale darmbeenderen, vooraan de afhangende schaambeenderen en daarachter de zitbeenderen

Het bekken van Falcarius is propubisch, het toont dus de meer oorspronkelijke vorm waarbij het schaambeen naar voren steekt in plaats van naar achteren, zoals bij de andere 'opisthopubische' therizinosauriërs. Wel heeft het bekken op bepaalde punten al typisch therizinosaurische trekken. Het achterblad van het darmbeen is verkort en het voorblad begint zijwaarts uit te steken, terwijl het blad als geheel overdwars verdikt is. Het schaambeen eindigt in een naar voren afhangende 'voet.
Het voorblad van het darmbeen is dertig procent langer dan het achterblad, terwijl dit bij de meeste basale theropoden eerder andersom is. Het voorblad is relatief hoog en eindigt vooraan in een korte afhangende punt. Deze kenmerken zijn echter veel minder sterk ontwikkeld dan bij de therizinosauriden die een gigantische opwaartse expansie van het blad tonen. Toch loopt ook bij Falcarius de licht holle bovenrand van het darmbeenblad wat omhoog, een teken dat de romp iets opgeheven gehouden werd. Het darmbeen heeft vooraan geen groeve voor de aanhechting van de musculus cuppidicus of aan de binnenkant een verbrede richel. Het ontbreken hiervan wordt meestal als een synapomorfie van de Dromaeosauridae en de basale vogels gezien. Anders dan bij de meeste Maniraptora is het heupgewricht niet aan de bovenkant uitgehold maar vormt een vlak dak. Het achterblad is achteraan in een korte rechte lijn afgeschuind, zodanig dat onderaan een rechte hoek gevormd wordt. Het aanhangsel voor het schaambeen en voor het zitbeen zijn even lang, terwijl bij de therizinosauriden het eerste veel langer is. De basis van het pubisaanhangsel is twee maal breder dan het lang is; bij latere vormen ligt die verhouding vaak minstens omgekeerd.
Opmerkelijk is dat onder de gevonden exemplaren de schaambeenvorm in zijaanzicht wat verschilt; bij sommige is de schacht tamelijk recht, bij andere sterker golvend. Het lijkt erop dat de grootste en dus oudste individuen de rechtste ossa pubis hebben. Ook de kromming overdwars is bij deze minder. De schacht is in de bovenhelft in doorsnede een zijdelings afgeplatte ovaal; in de onderste is helft is hij juist van voor naar achteren smaller. Het overgangspunt valt samen met de bocht in de schacht wat een sierlijke vorm oplevert. De raakvlakken met het darmbeen en het zitbeen zijn ongeveer even lang, anders dan bij de therizinosauriden waar de naad met het darmbeen relatief kort is en de verbinding met het zitbeen sterk vergroot. Aan de achterste buitenhoek van de naad bevindt zich een opvallende verheffing. Tussen het verticale raakvlak met het zitbeen en de schaambeen schacht bevindt zich een diepe inkeping. De beide schaambeenderen zijn over de onderste vijfenvijftig tot zestig procent van hun lengte door een dunne 'schort' bijna met elkaar verbonden: in het midden zijn ze net gescheiden door een nauwe spleet tussen de beide beenplaathelften. De voet aan het uiteinde van het schaambeen is vrij kort, met een bolle onderrand en een scherp voorste en een botter achterste uitsteeksel. Hij lijkt dus weinig op de enorme jukvormige structuur bij latere soorten.
Het zitbeen heeft ongeveer twee derden van de lengte van het schaambeen; bij latere therizinosauriërs is het langer. Het zitbeen is erg oorspronkelijk van vorm met een middenin smalle schacht die aan het uiteinde sterk verbreedt met een scherp achterste uitsteeksel. Het enige punt van overeenkomst met de therizinosauriden is de hoge basis van de processus obturatorius. Dit uitsteeksel aan de onderste voorrand raakt het schaambeen echter geenszins zodat dat niet de massieve gesloten structuur ontstaat die latere vormen kenmerkt. De onderrand van het uitsteeksel loopt onmerkbaar over in het uiteinde van het zitbeen. Het raakvlak met het darmbeen vormt een holle beennaad.

###### Achterste ledematen
Het dijbeen is lichtgebouwd. De afgeronde dijbeenkop staat haaks op de schacht en is iets naar voren gericht. Hij heeft bovenop een opvallende schuine groeve als aanhechting voor het kapsel. De nek loopt vloeiend, zonder tussenliggende uitholling, over in de trochanter major. Beide zijn basale kenmerken. De trochanter minor is van de major gescheiden door een diepe inkeping en steekt vleugelvormig ver naar voren uit. Aan de basis van de trochanter minor bevindt zich aan de voorzijde een uitstekende punt die gezien kan worden als een secundaire trochanter; tegen de inkeping bevindt zich een bult die wel de trochanter posterior genoemd wordt. De vierde trochanter aan de achterrand van de dijbeenschacht, de aanhechting voor retractorspier van de staart, heeft de vorm van een lage, smalle, langgerekte kam met een driehoekige doorsnede. Het dijbeen verbreedt naar het onderste uiteinde toe om te eindigen in twee vrij symmetrische gewrichtsknobbels, gescheiden door een brede groeve.

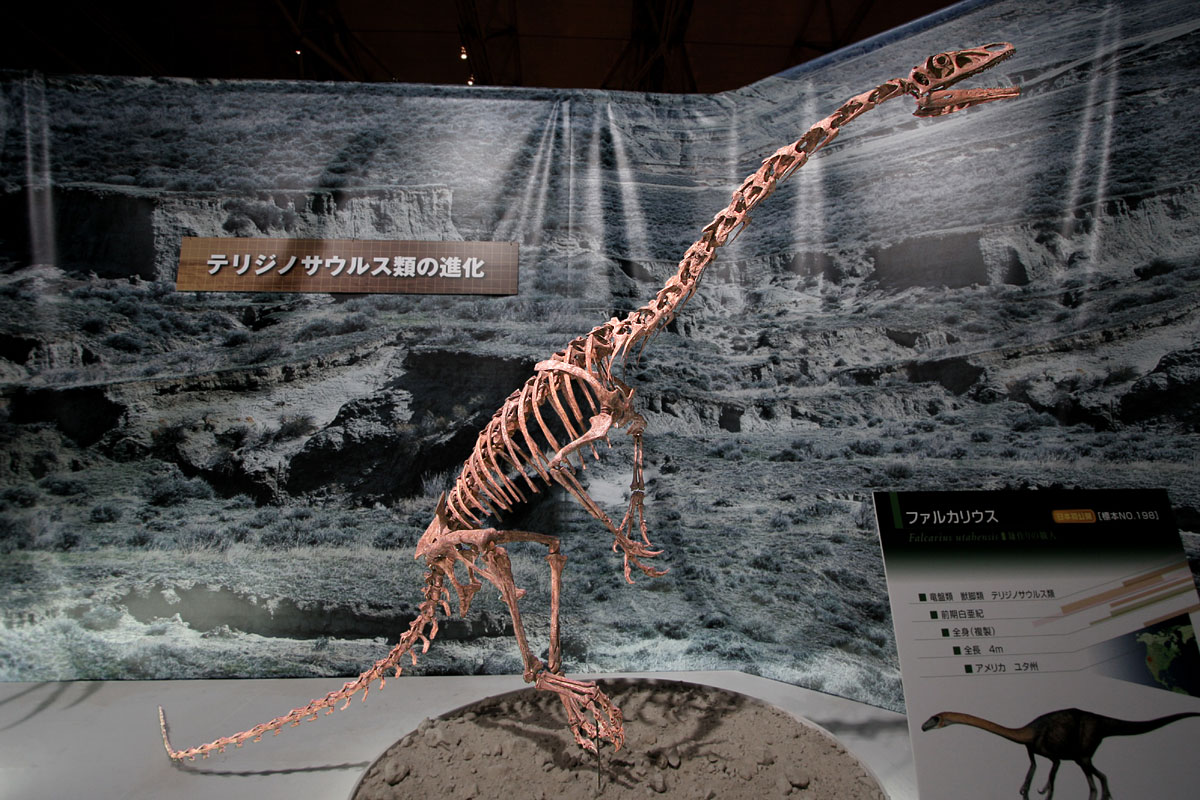
Een opstelling waarin Falcarius zich op de achterste ledematen verheft

Het scheenbeen is evenzeer lichtgebouwd en langer dan het dijbeen. Het bovenste gewrichtsvlak loopt van buiten naar binnen op. Voor bovenaan steekt de crista cnemialis matig uit maar is zeer wijd en beslaat ongeveer de helft van de breedte van de bovenkant van het scheenbeen; aan zijn zijkant is deze kam ingesneden door een ondiepe groeve. Bij latere therizinosauriërs zou de crista nog breder worden en meer naar de buitenkant komen te liggen; bij Falcarius behoudt zij de meer normale positie in het midden zodat in doorsnede de langste zijde van de driehoek die zo gevormd wordt aan de achterkant ligt, niet aan de binnenste voorzijde. De kam loopt naar beneden niet ver door; evenmin bereikt de onderste kam die aan de buitkant tegenover het kuitbeen vanaf de onderste gewrichtsknobbels omhoog loopt, het midden van de schacht. Ook van het scheenbeen is de onderzijde nogal verbreed. Aan de onderste buitenkant bevindt zich een halfcirkelvormige malleolus lateralis, een verdikking die het daarboven aansluitende kuitbeen ondersteunt.
Bij het kuitbeen loopt het bovenste gewrichtsvlak naar voren toe op. De voorste punt ervan is ingesneden door een diepe groeve die langs de binnenkant van de schacht naar beneden loopt. Althans jonge dieren hebben een aan de voorste onderkant een verheffing voor de musculus iliofibularis. Het kuitbeen eindigt in een druppelvormig uiteinde dat het breedst is aan de achterste buitenkant.

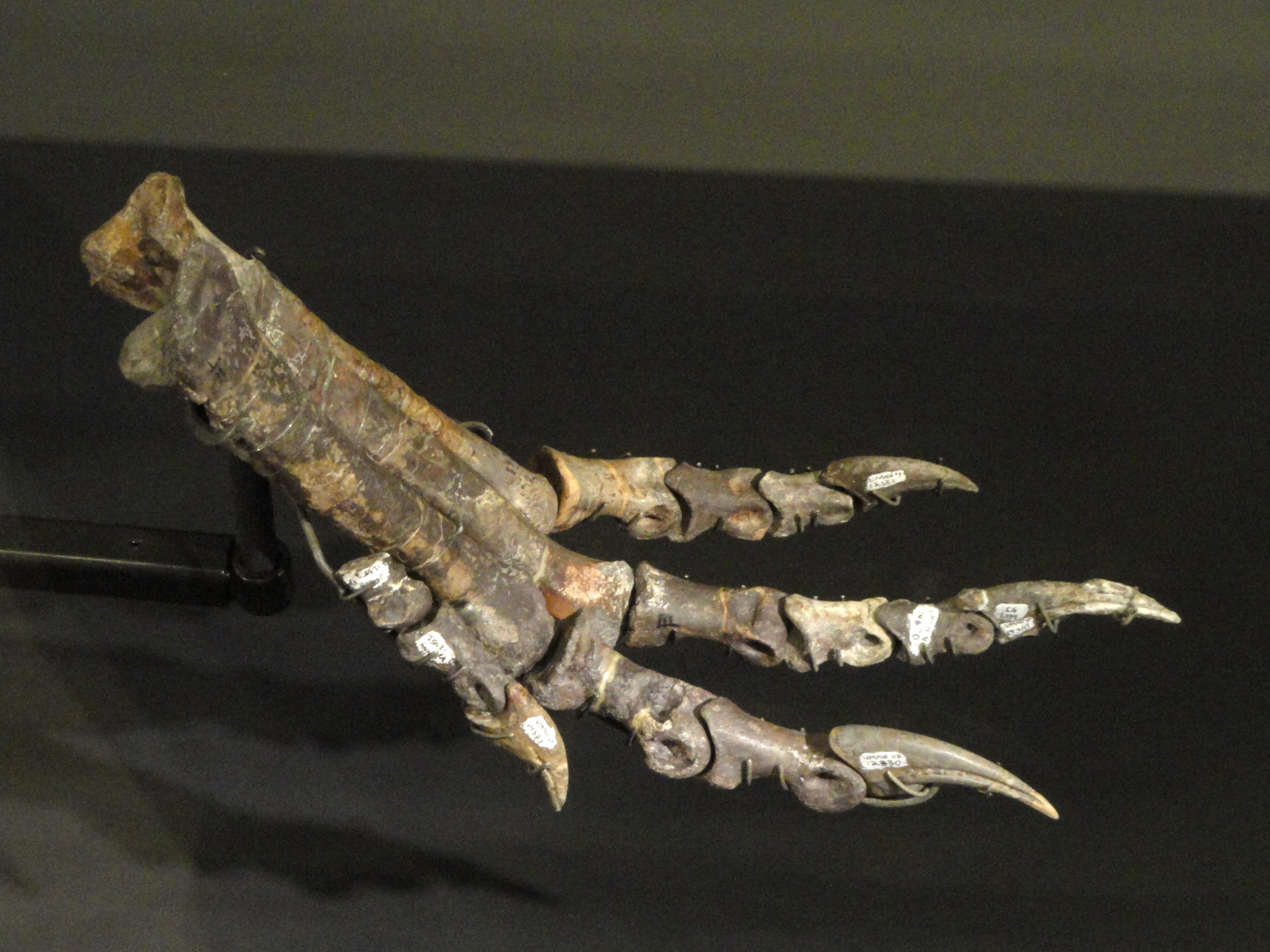
Een linkervoet

In de enkel zijn het sprongbeen en het calcaneum niet vergroeid. Ze zijn niet sterk gereduceerd, zoals bij de therizinosauriden, een teken dat een vermogen tot rennen nog aanwezig was. Het sprongbeen is een robuust zadelvormig asymmetrisch element waarvan de lob aan de binnenkant het grootst is, net als bij de Dromaeosauridae, in het bijzonder Deinonychus met welke de eigenschap van een bolle voorkant van die lob gedeeld wordt. Alleen aan de buitenkant is er door een versmalling van voor naar achteren toe geen volledige ondersteuning meer van de onderkant van het scheenbeen. Aan de achterkant wordt echter het scheenbeen omvattend ondersteund en het kuitbeen wordt stevig tegen het scheenbeen vastgezet. Ook de voorkant van het scheenbeen wordt door de platte opgaande tak van het sprongbeen overgroeid. Door beschadigingen aan de fossielen is echter niet bekend in welke mate precies; het moet tussen de acht en twaalf procent van de schachtlengte hebben bedragen. Een speciaal kenmerk voor Maniraptora, ook van Nothronychus graffami en Segnosaurus bekend, is dat de binnenkant van het hoofdlichaam van het sprongbeen niet vloeiend uitloopt in de binnenrand van die opgaande tak maar een flink stuk inspringt zodat de tak meer in het midden aan de bovenkant ontspruit. Sommige meer basale theropoden hebben dit kenmerk ook. Het calacaneum is vooraan vrij smal met een breedte van een vijfde van de enkel; achteraan bedraagt dat een derde. Het is van voor naar achteren langer dan de buitenste lob van het sprongbeen en daarmee verbonden door een puntig bol uitsteeksel dat in het holle facet van de buitenste zijkant van het sprongbeen past. De onderste voetwortelbeentjes zijn slecht bekend maar het zijn er minstens twee.
De middenvoet bestaat uit drie dragende elementen; het korte eerste middenvoetsbeen raakt de enkel niet maar is bevestigd aan de onderste zijkant van het tweede middenvoetsbeen; de precieze positie is onzeker, misschien tegen een kam op het midden. De middenvoet is langwerpig en compact. Deze situatie is heel anders dan bij de therizinosauriden waar de eerste teen dragend is en de middenvoet kort en gespreid. Het derde middenvoetsbeen is het langst; het tweede en vierde zijn ongeveer ven lang en iets korter. Het derde middenvoetsbeen is bovenaan wat dunner dan de naastliggende maar wordt niet van de voorkant van de middenvoet weggedrongen, de zogenaamde arctometatarsale conditie; evenmin wordt hij uitgesloten van het gewrichtsvlak. Deze toestand is bij de Maniraptora verder niet bekend en is typisch voor meer basale coelurosauriërs. Het vierde middenvoetsbeen is vermoedelijk als geheel het dunst, net als bij de therizinosauriden, maar dat kan moeilijk met zekerheid worden vastgesteld omdat geen hele middenvoeten zijn gevonden, alleen losse elementen. De tweede teen is het stevigst gebouwd, de derde teen is het langst maar de dunste van de drie dragende tenen. Het eerste kootje van zowel de tweede als de derde teen heeft een opvallende uitholling op de onderste bovenkant voor een kapsel waardoorheen de pees van de strekkende spier liep. De voetklauwen zijn robuust, tamelijk plat en vrij groot, zij het kleiner dan de handklauwen.

## Fylogenie

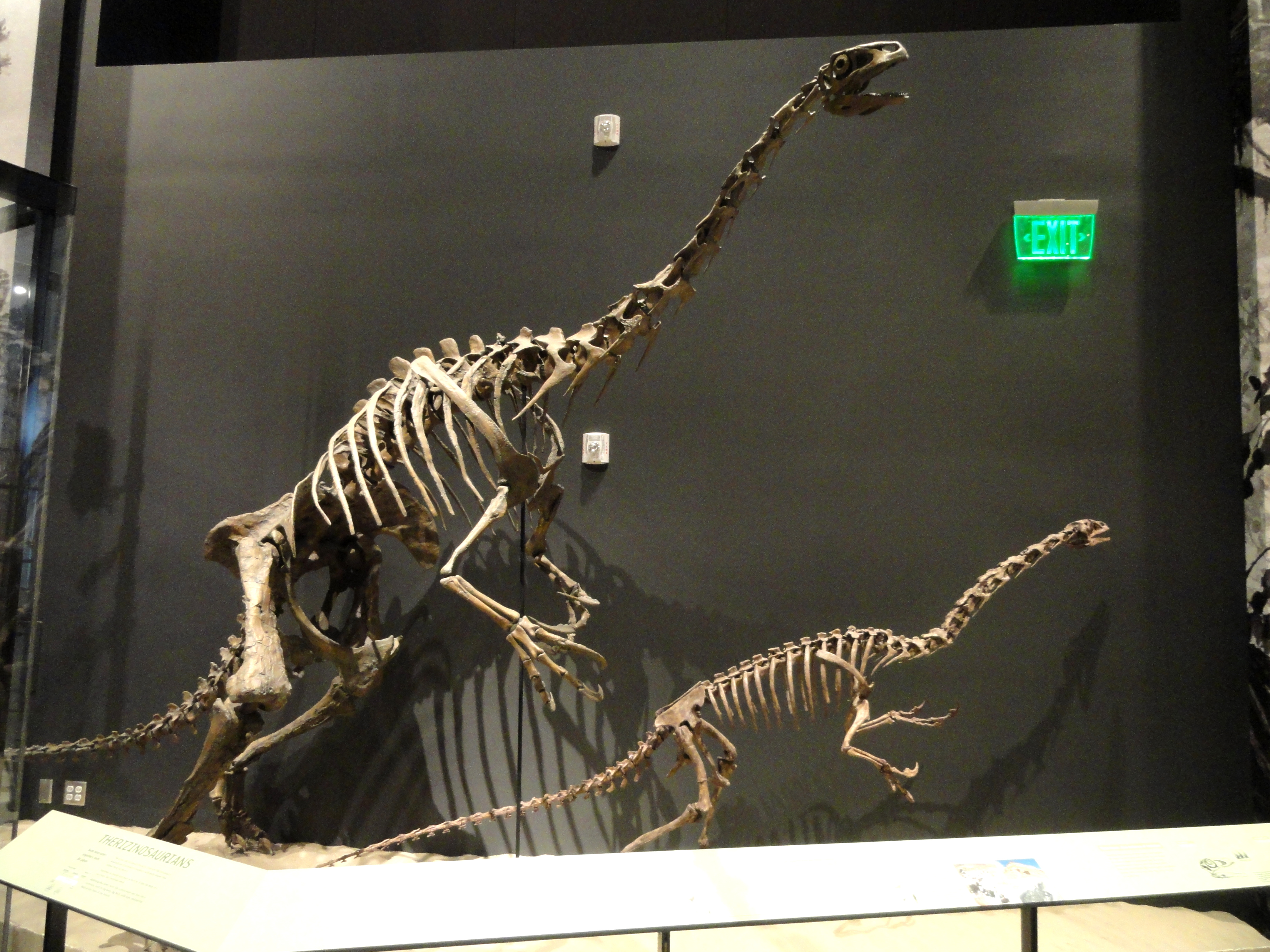
Falcarius was veel kleiner dan zijn verwant Nothronychus, een basaal kenmerk

Falcarius werd door de beschrijvers in de Therizinosauroidea geplaatst, in een basale positie. Het is echter waarschijnlijk dat hij zich buiten de Therizinosauroidea sensu Sereno bevindt, dus beneden Beipiaosaurus in de stamboom staat, in een basale positie in de Therizinosauria. De beschrijvers gebruikten de definitie van Zhang.
Een mogelijke stamboom toont dit kladogram:
|         | Segnosaurus                                                      |
|         |                                                                  |
| unnamed | \| \| Erlikosaurus \| \| \| \| \| \| Therizinosaurus \| \| \| \| |
|         | \| \| Erlikosaurus \| \| \| \| \| \| Therizinosaurus \| \| \| \| |
|         | Erlikosaurus                                                     |
|         |                                                                  |
|         | Therizinosaurus                                                  |
|         |                                                                  |

|  | Erlikosaurus    |
|  |                 |
|  | Therizinosaurus |
|  |                 |

|         | Segnosaurus                                                      |
|         |                                                                  |
| unnamed | \| \| Erlikosaurus \| \| \| \| \| \| Therizinosaurus \| \| \| \| |
|         | \| \| Erlikosaurus \| \| \| \| \| \| Therizinosaurus \| \| \| \| |
|         | Erlikosaurus                                                     |
|         |                                                                  |
|         | Therizinosaurus                                                  |
|         |                                                                  |

|  | Erlikosaurus    |
|  |                 |
|  | Therizinosaurus |
|  |                 |

|         | Segnosaurus                                                      |
|         |                                                                  |
| unnamed | \| \| Erlikosaurus \| \| \| \| \| \| Therizinosaurus \| \| \| \| |
|         | \| \| Erlikosaurus \| \| \| \| \| \| Therizinosaurus \| \| \| \| |
|         | Erlikosaurus                                                     |
|         |                                                                  |
|         | Therizinosaurus                                                  |
|         |                                                                  |

|  | Erlikosaurus    |
|  |                 |
|  | Therizinosaurus |
|  |                 |

|         | Segnosaurus                                                      |
|         |                                                                  |
| unnamed | \| \| Erlikosaurus \| \| \| \| \| \| Therizinosaurus \| \| \| \| |
|         | \| \| Erlikosaurus \| \| \| \| \| \| Therizinosaurus \| \| \| \| |
|         | Erlikosaurus                                                     |
|         |                                                                  |
|         | Therizinosaurus                                                  |
|         |                                                                  |

|  | Erlikosaurus    |
|  |                 |
|  | Therizinosaurus |
|  |                 |

|         | Segnosaurus                                                      |
|         |                                                                  |
| unnamed | \| \| Erlikosaurus \| \| \| \| \| \| Therizinosaurus \| \| \| \| |
|         | \| \| Erlikosaurus \| \| \| \| \| \| Therizinosaurus \| \| \| \| |
|         | Erlikosaurus                                                     |
|         |                                                                  |
|         | Therizinosaurus                                                  |
|         |                                                                  |

|  | Erlikosaurus    |
|  |                 |
|  | Therizinosaurus |
|  |                 |

|         | Segnosaurus                                                      |
|         |                                                                  |
| unnamed | \| \| Erlikosaurus \| \| \| \| \| \| Therizinosaurus \| \| \| \| |
|         | \| \| Erlikosaurus \| \| \| \| \| \| Therizinosaurus \| \| \| \| |
|         | Erlikosaurus                                                     |
|         |                                                                  |
|         | Therizinosaurus                                                  |
|         |                                                                  |

|  | Erlikosaurus    |
|  |                 |
|  | Therizinosaurus |
|  |                 |

|         | Segnosaurus                                                      |
|         |                                                                  |
| unnamed | \| \| Erlikosaurus \| \| \| \| \| \| Therizinosaurus \| \| \| \| |
|         | \| \| Erlikosaurus \| \| \| \| \| \| Therizinosaurus \| \| \| \| |
|         | Erlikosaurus                                                     |
|         |                                                                  |
|         | Therizinosaurus                                                  |
|         |                                                                  |

|  | Erlikosaurus    |
|  |                 |
|  | Therizinosaurus |
|  |                 |

|         | Segnosaurus                                                      |
|         |                                                                  |
| unnamed | \| \| Erlikosaurus \| \| \| \| \| \| Therizinosaurus \| \| \| \| |
|         | \| \| Erlikosaurus \| \| \| \| \| \| Therizinosaurus \| \| \| \| |
|         | Erlikosaurus                                                     |
|         |                                                                  |
|         | Therizinosaurus                                                  |
|         |                                                                  |

|  | Erlikosaurus    |
|  |                 |
|  | Therizinosaurus |
|  |                 |

|         | Segnosaurus                                                      |
|         |                                                                  |
| unnamed | \| \| Erlikosaurus \| \| \| \| \| \| Therizinosaurus \| \| \| \| |
|         | \| \| Erlikosaurus \| \| \| \| \| \| Therizinosaurus \| \| \| \| |
|         | Erlikosaurus                                                     |
|         |                                                                  |
|         | Therizinosaurus                                                  |
|         |                                                                  |

|  | Erlikosaurus    |
|  |                 |
|  | Therizinosaurus |
|  |                 |

|         | Segnosaurus                                                      |
|         |                                                                  |
| unnamed | \| \| Erlikosaurus \| \| \| \| \| \| Therizinosaurus \| \| \| \| |
|         | \| \| Erlikosaurus \| \| \| \| \| \| Therizinosaurus \| \| \| \| |
|         | Erlikosaurus                                                     |
|         |                                                                  |
|         | Therizinosaurus                                                  |
|         |                                                                  |

|  | Erlikosaurus    |
|  |                 |
|  | Therizinosaurus |
|  |                 |

|         | Segnosaurus                                                      |
|         |                                                                  |
| unnamed | \| \| Erlikosaurus \| \| \| \| \| \| Therizinosaurus \| \| \| \| |
|         | \| \| Erlikosaurus \| \| \| \| \| \| Therizinosaurus \| \| \| \| |
|         | Erlikosaurus                                                     |
|         |                                                                  |
|         | Therizinosaurus                                                  |
|         |                                                                  |

|  | Erlikosaurus    |
|  |                 |
|  | Therizinosaurus |
|  |                 |

|         | Segnosaurus                                                      |
|         |                                                                  |
| unnamed | \| \| Erlikosaurus \| \| \| \| \| \| Therizinosaurus \| \| \| \| |
|         | \| \| Erlikosaurus \| \| \| \| \| \| Therizinosaurus \| \| \| \| |
|         | Erlikosaurus                                                     |
|         |                                                                  |
|         | Therizinosaurus                                                  |
|         |                                                                  |

|  | Erlikosaurus    |
|  |                 |
|  | Therizinosaurus |
|  |                 |

|         | Segnosaurus                                                      |
|         |                                                                  |
| unnamed | \| \| Erlikosaurus \| \| \| \| \| \| Therizinosaurus \| \| \| \| |
|         | \| \| Erlikosaurus \| \| \| \| \| \| Therizinosaurus \| \| \| \| |
|         | Erlikosaurus                                                     |
|         |                                                                  |
|         | Therizinosaurus                                                  |
|         |                                                                  |

|  | Erlikosaurus    |
|  |                 |
|  | Therizinosaurus |
|  |                 |

|         | Segnosaurus                                                      |
|         |                                                                  |
| unnamed | \| \| Erlikosaurus \| \| \| \| \| \| Therizinosaurus \| \| \| \| |
|         | \| \| Erlikosaurus \| \| \| \| \| \| Therizinosaurus \| \| \| \| |
|         | Erlikosaurus                                                     |
|         |                                                                  |
|         | Therizinosaurus                                                  |
|         |                                                                  |

|  | Erlikosaurus    |
|  |                 |
|  | Therizinosaurus |
|  |                 |

|         | Segnosaurus                                                      |
|         |                                                                  |
| unnamed | \| \| Erlikosaurus \| \| \| \| \| \| Therizinosaurus \| \| \| \| |
|         | \| \| Erlikosaurus \| \| \| \| \| \| Therizinosaurus \| \| \| \| |
|         | Erlikosaurus                                                     |
|         |                                                                  |
|         | Therizinosaurus                                                  |
|         |                                                                  |

|  | Erlikosaurus    |
|  |                 |
|  | Therizinosaurus |
|  |                 |

|         | Segnosaurus                                                      |
|         |                                                                  |
| unnamed | \| \| Erlikosaurus \| \| \| \| \| \| Therizinosaurus \| \| \| \| |
|         | \| \| Erlikosaurus \| \| \| \| \| \| Therizinosaurus \| \| \| \| |
|         | Erlikosaurus                                                     |
|         |                                                                  |
|         | Therizinosaurus                                                  |
|         |                                                                  |

|  | Erlikosaurus    |
|  |                 |
|  | Therizinosaurus |
|  |                 |

|         | Segnosaurus                                                      |
|         |                                                                  |
| unnamed | \| \| Erlikosaurus \| \| \| \| \| \| Therizinosaurus \| \| \| \| |
|         | \| \| Erlikosaurus \| \| \| \| \| \| Therizinosaurus \| \| \| \| |
|         | Erlikosaurus                                                     |
|         |                                                                  |
|         | Therizinosaurus                                                  |
|         |                                                                  |

|  | Erlikosaurus    |
|  |                 |
|  | Therizinosaurus |
|  |                 |

|         | Segnosaurus                                                      |
|         |                                                                  |
| unnamed | \| \| Erlikosaurus \| \| \| \| \| \| Therizinosaurus \| \| \| \| |
|         | \| \| Erlikosaurus \| \| \| \| \| \| Therizinosaurus \| \| \| \| |
|         | Erlikosaurus                                                     |
|         |                                                                  |
|         | Therizinosaurus                                                  |
|         |                                                                  |

|  | Erlikosaurus    |
|  |                 |
|  | Therizinosaurus |
|  |                 |

|         | Segnosaurus                                                      |
|         |                                                                  |
| unnamed | \| \| Erlikosaurus \| \| \| \| \| \| Therizinosaurus \| \| \| \| |
|         | \| \| Erlikosaurus \| \| \| \| \| \| Therizinosaurus \| \| \| \| |
|         | Erlikosaurus                                                     |
|         |                                                                  |
|         | Therizinosaurus                                                  |
|         |                                                                  |

|  | Erlikosaurus    |
|  |                 |
|  | Therizinosaurus |
|  |                 |

|         | Segnosaurus                                                      |
|         |                                                                  |
| unnamed | \| \| Erlikosaurus \| \| \| \| \| \| Therizinosaurus \| \| \| \| |
|         | \| \| Erlikosaurus \| \| \| \| \| \| Therizinosaurus \| \| \| \| |
|         | Erlikosaurus                                                     |
|         |                                                                  |
|         | Therizinosaurus                                                  |
|         |                                                                  |

|  | Erlikosaurus    |
|  |                 |
|  | Therizinosaurus |
|  |                 |

|         | Segnosaurus                                                      |
|         |                                                                  |
| unnamed | \| \| Erlikosaurus \| \| \| \| \| \| Therizinosaurus \| \| \| \| |
|         | \| \| Erlikosaurus \| \| \| \| \| \| Therizinosaurus \| \| \| \| |
|         | Erlikosaurus                                                     |
|         |                                                                  |
|         | Therizinosaurus                                                  |
|         |                                                                  |

|  | Erlikosaurus    |
|  |                 |
|  | Therizinosaurus |
|  |                 |

|         | Segnosaurus                                                      |
|         |                                                                  |
| unnamed | \| \| Erlikosaurus \| \| \| \| \| \| Therizinosaurus \| \| \| \| |
|         | \| \| Erlikosaurus \| \| \| \| \| \| Therizinosaurus \| \| \| \| |
|         | Erlikosaurus                                                     |
|         |                                                                  |
|         | Therizinosaurus                                                  |
|         |                                                                  |

|  | Erlikosaurus    |
|  |                 |
|  | Therizinosaurus |
|  |                 |

|         | Segnosaurus                                                      |
|         |                                                                  |
| unnamed | \| \| Erlikosaurus \| \| \| \| \| \| Therizinosaurus \| \| \| \| |
|         | \| \| Erlikosaurus \| \| \| \| \| \| Therizinosaurus \| \| \| \| |
|         | Erlikosaurus                                                     |
|         |                                                                  |
|         | Therizinosaurus                                                  |
|         |                                                                  |

|  | Erlikosaurus    |
|  |                 |
|  | Therizinosaurus |
|  |                 |

|         | Segnosaurus                                                      |
|         |                                                                  |
| unnamed | \| \| Erlikosaurus \| \| \| \| \| \| Therizinosaurus \| \| \| \| |
|         | \| \| Erlikosaurus \| \| \| \| \| \| Therizinosaurus \| \| \| \| |
|         | Erlikosaurus                                                     |
|         |                                                                  |
|         | Therizinosaurus                                                  |
|         |                                                                  |

|  | Erlikosaurus    |
|  |                 |
|  | Therizinosaurus |
|  |                 |

|         | Segnosaurus                                                      |
|         |                                                                  |
| unnamed | \| \| Erlikosaurus \| \| \| \| \| \| Therizinosaurus \| \| \| \| |
|         | \| \| Erlikosaurus \| \| \| \| \| \| Therizinosaurus \| \| \| \| |
|         | Erlikosaurus                                                     |
|         |                                                                  |
|         | Therizinosaurus                                                  |
|         |                                                                  |

|  | Erlikosaurus    |
|  |                 |
|  | Therizinosaurus |
|  |                 |

|         | Segnosaurus                                                      |
|         |                                                                  |
| unnamed | \| \| Erlikosaurus \| \| \| \| \| \| Therizinosaurus \| \| \| \| |
|         | \| \| Erlikosaurus \| \| \| \| \| \| Therizinosaurus \| \| \| \| |
|         | Erlikosaurus                                                     |
|         |                                                                  |
|         | Therizinosaurus                                                  |
|         |                                                                  |

|  | Erlikosaurus    |
|  |                 |
|  | Therizinosaurus |
|  |                 |

|         | Segnosaurus                                                      |
|         |                                                                  |
| unnamed | \| \| Erlikosaurus \| \| \| \| \| \| Therizinosaurus \| \| \| \| |
|         | \| \| Erlikosaurus \| \| \| \| \| \| Therizinosaurus \| \| \| \| |
|         | Erlikosaurus                                                     |
|         |                                                                  |
|         | Therizinosaurus                                                  |
|         |                                                                  |

|  | Erlikosaurus    |
|  |                 |
|  | Therizinosaurus |
|  |                 |

|         | Segnosaurus                                                      |
|         |                                                                  |
| unnamed | \| \| Erlikosaurus \| \| \| \| \| \| Therizinosaurus \| \| \| \| |
|         | \| \| Erlikosaurus \| \| \| \| \| \| Therizinosaurus \| \| \| \| |
|         | Erlikosaurus                                                     |
|         |                                                                  |
|         | Therizinosaurus                                                  |
|         |                                                                  |

|  | Erlikosaurus    |
|  |                 |
|  | Therizinosaurus |
|  |                 |

|         | Segnosaurus                                                      |
|         |                                                                  |
| unnamed | \| \| Erlikosaurus \| \| \| \| \| \| Therizinosaurus \| \| \| \| |
|         | \| \| Erlikosaurus \| \| \| \| \| \| Therizinosaurus \| \| \| \| |
|         | Erlikosaurus                                                     |
|         |                                                                  |
|         | Therizinosaurus                                                  |
|         |                                                                  |

|  | Erlikosaurus    |
|  |                 |
|  | Therizinosaurus |
|  |                 |

|         | Segnosaurus                                                      |
|         |                                                                  |
| unnamed | \| \| Erlikosaurus \| \| \| \| \| \| Therizinosaurus \| \| \| \| |
|         | \| \| Erlikosaurus \| \| \| \| \| \| Therizinosaurus \| \| \| \| |
|         | Erlikosaurus                                                     |
|         |                                                                  |
|         | Therizinosaurus                                                  |
|         |                                                                  |

|  | Erlikosaurus    |
|  |                 |
|  | Therizinosaurus |
|  |                 |

|         | Segnosaurus                                                      |
|         |                                                                  |
| unnamed | \| \| Erlikosaurus \| \| \| \| \| \| Therizinosaurus \| \| \| \| |
|         | \| \| Erlikosaurus \| \| \| \| \| \| Therizinosaurus \| \| \| \| |
|         | Erlikosaurus                                                     |
|         |                                                                  |
|         | Therizinosaurus                                                  |
|         |                                                                  |

|  | Erlikosaurus    |
|  |                 |
|  | Therizinosaurus |
|  |                 |

|         | Segnosaurus                                                      |
|         |                                                                  |
| unnamed | \| \| Erlikosaurus \| \| \| \| \| \| Therizinosaurus \| \| \| \| |
|         | \| \| Erlikosaurus \| \| \| \| \| \| Therizinosaurus \| \| \| \| |
|         | Erlikosaurus                                                     |
|         |                                                                  |
|         | Therizinosaurus                                                  |
|         |                                                                  |

|  | Erlikosaurus    |
|  |                 |
|  | Therizinosaurus |
|  |                 |

|         | Segnosaurus                                                      |
|         |                                                                  |
| unnamed | \| \| Erlikosaurus \| \| \| \| \| \| Therizinosaurus \| \| \| \| |
|         | \| \| Erlikosaurus \| \| \| \| \| \| Therizinosaurus \| \| \| \| |
|         | Erlikosaurus                                                     |
|         |                                                                  |
|         | Therizinosaurus                                                  |
|         |                                                                  |

|  | Erlikosaurus    |
|  |                 |
|  | Therizinosaurus |
|  |                 |

|         | Segnosaurus                                                      |
|         |                                                                  |
| unnamed | \| \| Erlikosaurus \| \| \| \| \| \| Therizinosaurus \| \| \| \| |
|         | \| \| Erlikosaurus \| \| \| \| \| \| Therizinosaurus \| \| \| \| |
|         | Erlikosaurus                                                     |
|         |                                                                  |
|         | Therizinosaurus                                                  |
|         |                                                                  |

|  | Erlikosaurus    |
|  |                 |
|  | Therizinosaurus |
|  |                 |

|         | Segnosaurus                                                      |
|         |                                                                  |
| unnamed | \| \| Erlikosaurus \| \| \| \| \| \| Therizinosaurus \| \| \| \| |
|         | \| \| Erlikosaurus \| \| \| \| \| \| Therizinosaurus \| \| \| \| |
|         | Erlikosaurus                                                     |
|         |                                                                  |
|         | Therizinosaurus                                                  |
|         |                                                                  |

|  | Erlikosaurus    |
|  |                 |
|  | Therizinosaurus |
|  |                 |

|         | Segnosaurus                                                      |
|         |                                                                  |
| unnamed | \| \| Erlikosaurus \| \| \| \| \| \| Therizinosaurus \| \| \| \| |
|         | \| \| Erlikosaurus \| \| \| \| \| \| Therizinosaurus \| \| \| \| |
|         | Erlikosaurus                                                     |
|         |                                                                  |
|         | Therizinosaurus                                                  |
|         |                                                                  |

|  | Erlikosaurus    |
|  |                 |
|  | Therizinosaurus |
|  |                 |

|         | Segnosaurus                                                      |
|         |                                                                  |
| unnamed | \| \| Erlikosaurus \| \| \| \| \| \| Therizinosaurus \| \| \| \| |
|         | \| \| Erlikosaurus \| \| \| \| \| \| Therizinosaurus \| \| \| \| |
|         | Erlikosaurus                                                     |
|         |                                                                  |
|         | Therizinosaurus                                                  |
|         |                                                                  |

|  | Erlikosaurus    |
|  |                 |
|  | Therizinosaurus |
|  |                 |

|         | Segnosaurus                                                      |
|         |                                                                  |
| unnamed | \| \| Erlikosaurus \| \| \| \| \| \| Therizinosaurus \| \| \| \| |
|         | \| \| Erlikosaurus \| \| \| \| \| \| Therizinosaurus \| \| \| \| |
|         | Erlikosaurus                                                     |
|         |                                                                  |
|         | Therizinosaurus                                                  |
|         |                                                                  |

|  | Erlikosaurus    |
|  |                 |
|  | Therizinosaurus |
|  |                 |

|         | Segnosaurus                                                      |
|         |                                                                  |
| unnamed | \| \| Erlikosaurus \| \| \| \| \| \| Therizinosaurus \| \| \| \| |
|         | \| \| Erlikosaurus \| \| \| \| \| \| Therizinosaurus \| \| \| \| |
|         | Erlikosaurus                                                     |
|         |                                                                  |
|         | Therizinosaurus                                                  |
|         |                                                                  |

|  | Erlikosaurus    |
|  |                 |
|  | Therizinosaurus |
|  |                 |

|         | Segnosaurus                                                      |
|         |                                                                  |
| unnamed | \| \| Erlikosaurus \| \| \| \| \| \| Therizinosaurus \| \| \| \| |
|         | \| \| Erlikosaurus \| \| \| \| \| \| Therizinosaurus \| \| \| \| |
|         | Erlikosaurus                                                     |
|         |                                                                  |
|         | Therizinosaurus                                                  |
|         |                                                                  |

|  | Erlikosaurus    |
|  |                 |
|  | Therizinosaurus |
|  |                 |

|         | Segnosaurus                                                      |
|         |                                                                  |
| unnamed | \| \| Erlikosaurus \| \| \| \| \| \| Therizinosaurus \| \| \| \| |
|         | \| \| Erlikosaurus \| \| \| \| \| \| Therizinosaurus \| \| \| \| |
|         | Erlikosaurus                                                     |
|         |                                                                  |
|         | Therizinosaurus                                                  |
|         |                                                                  |

|  | Erlikosaurus    |
|  |                 |
|  | Therizinosaurus |
|  |                 |

|         | Segnosaurus                                                      |
|         |                                                                  |
| unnamed | \| \| Erlikosaurus \| \| \| \| \| \| Therizinosaurus \| \| \| \| |
|         | \| \| Erlikosaurus \| \| \| \| \| \| Therizinosaurus \| \| \| \| |
|         | Erlikosaurus                                                     |
|         |                                                                  |
|         | Therizinosaurus                                                  |
|         |                                                                  |

|  | Erlikosaurus    |
|  |                 |
|  | Therizinosaurus |
|  |                 |

|         | Segnosaurus                                                      |
|         |                                                                  |
| unnamed | \| \| Erlikosaurus \| \| \| \| \| \| Therizinosaurus \| \| \| \| |
|         | \| \| Erlikosaurus \| \| \| \| \| \| Therizinosaurus \| \| \| \| |
|         | Erlikosaurus                                                     |
|         |                                                                  |
|         | Therizinosaurus                                                  |
|         |                                                                  |

|  | Erlikosaurus    |
|  |                 |
|  | Therizinosaurus |
|  |                 |

|         | Segnosaurus                                                      |
|         |                                                                  |
| unnamed | \| \| Erlikosaurus \| \| \| \| \| \| Therizinosaurus \| \| \| \| |
|         | \| \| Erlikosaurus \| \| \| \| \| \| Therizinosaurus \| \| \| \| |
|         | Erlikosaurus                                                     |
|         |                                                                  |
|         | Therizinosaurus                                                  |
|         |                                                                  |

|  | Erlikosaurus    |
|  |                 |
|  | Therizinosaurus |
|  |                 |

|         | Segnosaurus                                                      |
|         |                                                                  |
| unnamed | \| \| Erlikosaurus \| \| \| \| \| \| Therizinosaurus \| \| \| \| |
|         | \| \| Erlikosaurus \| \| \| \| \| \| Therizinosaurus \| \| \| \| |
|         | Erlikosaurus                                                     |
|         |                                                                  |
|         | Therizinosaurus                                                  |
|         |                                                                  |

|  | Erlikosaurus    |
|  |                 |
|  | Therizinosaurus |
|  |                 |

|         | Segnosaurus                                                      |
|         |                                                                  |
| unnamed | \| \| Erlikosaurus \| \| \| \| \| \| Therizinosaurus \| \| \| \| |
|         | \| \| Erlikosaurus \| \| \| \| \| \| Therizinosaurus \| \| \| \| |
|         | Erlikosaurus                                                     |
|         |                                                                  |
|         | Therizinosaurus                                                  |
|         |                                                                  |

|  | Erlikosaurus    |
|  |                 |
|  | Therizinosaurus |
|  |                 |

|         | Segnosaurus                                                      |
|         |                                                                  |
| unnamed | \| \| Erlikosaurus \| \| \| \| \| \| Therizinosaurus \| \| \| \| |
|         | \| \| Erlikosaurus \| \| \| \| \| \| Therizinosaurus \| \| \| \| |
|         | Erlikosaurus                                                     |
|         |                                                                  |
|         | Therizinosaurus                                                  |
|         |                                                                  |

|  | Erlikosaurus    |
|  |                 |
|  | Therizinosaurus |
|  |                 |

|         | Segnosaurus                                                      |
|         |                                                                  |
| unnamed | \| \| Erlikosaurus \| \| \| \| \| \| Therizinosaurus \| \| \| \| |
|         | \| \| Erlikosaurus \| \| \| \| \| \| Therizinosaurus \| \| \| \| |
|         | Erlikosaurus                                                     |
|         |                                                                  |
|         | Therizinosaurus                                                  |
|         |                                                                  |

|  | Erlikosaurus    |
|  |                 |
|  | Therizinosaurus |
|  |                 |

|         | Segnosaurus                                                      |
|         |                                                                  |
| unnamed | \| \| Erlikosaurus \| \| \| \| \| \| Therizinosaurus \| \| \| \| |
|         | \| \| Erlikosaurus \| \| \| \| \| \| Therizinosaurus \| \| \| \| |
|         | Erlikosaurus                                                     |
|         |                                                                  |
|         | Therizinosaurus                                                  |
|         |                                                                  |

|  | Erlikosaurus    |
|  |                 |
|  | Therizinosaurus |
|  |                 |

|         | Segnosaurus                                                      |
|         |                                                                  |
| unnamed | \| \| Erlikosaurus \| \| \| \| \| \| Therizinosaurus \| \| \| \| |
|         | \| \| Erlikosaurus \| \| \| \| \| \| Therizinosaurus \| \| \| \| |
|         | Erlikosaurus                                                     |
|         |                                                                  |
|         | Therizinosaurus                                                  |
|         |                                                                  |

|  | Erlikosaurus    |
|  |                 |
|  | Therizinosaurus |
|  |                 |

|         | Segnosaurus                                                      |
|         |                                                                  |
| unnamed | \| \| Erlikosaurus \| \| \| \| \| \| Therizinosaurus \| \| \| \| |
|         | \| \| Erlikosaurus \| \| \| \| \| \| Therizinosaurus \| \| \| \| |
|         | Erlikosaurus                                                     |
|         |                                                                  |
|         | Therizinosaurus                                                  |
|         |                                                                  |

|  | Erlikosaurus    |
|  |                 |
|  | Therizinosaurus |
|  |                 |

|         | Segnosaurus                                                      |
|         |                                                                  |
| unnamed | \| \| Erlikosaurus \| \| \| \| \| \| Therizinosaurus \| \| \| \| |
|         | \| \| Erlikosaurus \| \| \| \| \| \| Therizinosaurus \| \| \| \| |
|         | Erlikosaurus                                                     |
|         |                                                                  |
|         | Therizinosaurus                                                  |
|         |                                                                  |

|  | Erlikosaurus    |
|  |                 |
|  | Therizinosaurus |
|  |                 |

|         | Segnosaurus                                                      |
|         |                                                                  |
| unnamed | \| \| Erlikosaurus \| \| \| \| \| \| Therizinosaurus \| \| \| \| |
|         | \| \| Erlikosaurus \| \| \| \| \| \| Therizinosaurus \| \| \| \| |
|         | Erlikosaurus                                                     |
|         |                                                                  |
|         | Therizinosaurus                                                  |
|         |                                                                  |

|  | Erlikosaurus    |
|  |                 |
|  | Therizinosaurus |
|  |                 |

|         | Segnosaurus                                                      |
|         |                                                                  |
| unnamed | \| \| Erlikosaurus \| \| \| \| \| \| Therizinosaurus \| \| \| \| |
|         | \| \| Erlikosaurus \| \| \| \| \| \| Therizinosaurus \| \| \| \| |
|         | Erlikosaurus                                                     |
|         |                                                                  |
|         | Therizinosaurus                                                  |
|         |                                                                  |

|  | Erlikosaurus    |
|  |                 |
|  | Therizinosaurus |
|  |                 |

|         | Segnosaurus                                                      |
|         |                                                                  |
| unnamed | \| \| Erlikosaurus \| \| \| \| \| \| Therizinosaurus \| \| \| \| |
|         | \| \| Erlikosaurus \| \| \| \| \| \| Therizinosaurus \| \| \| \| |
|         | Erlikosaurus                                                     |
|         |                                                                  |
|         | Therizinosaurus                                                  |
|         |                                                                  |

|  | Erlikosaurus    |
|  |                 |
|  | Therizinosaurus |
|  |                 |

|         | Segnosaurus                                                      |
|         |                                                                  |
| unnamed | \| \| Erlikosaurus \| \| \| \| \| \| Therizinosaurus \| \| \| \| |
|         | \| \| Erlikosaurus \| \| \| \| \| \| Therizinosaurus \| \| \| \| |
|         | Erlikosaurus                                                     |
|         |                                                                  |
|         | Therizinosaurus                                                  |
|         |                                                                  |

|  | Erlikosaurus    |
|  |                 |
|  | Therizinosaurus |
|  |                 |

|         | Segnosaurus                                                      |
|         |                                                                  |
| unnamed | \| \| Erlikosaurus \| \| \| \| \| \| Therizinosaurus \| \| \| \| |
|         | \| \| Erlikosaurus \| \| \| \| \| \| Therizinosaurus \| \| \| \| |
|         | Erlikosaurus                                                     |
|         |                                                                  |
|         | Therizinosaurus                                                  |
|         |                                                                  |

|  | Erlikosaurus    |
|  |                 |
|  | Therizinosaurus |
|  |                 |

|         | Segnosaurus                                                      |
|         |                                                                  |
| unnamed | \| \| Erlikosaurus \| \| \| \| \| \| Therizinosaurus \| \| \| \| |
|         | \| \| Erlikosaurus \| \| \| \| \| \| Therizinosaurus \| \| \| \| |
|         | Erlikosaurus                                                     |
|         |                                                                  |
|         | Therizinosaurus                                                  |
|         |                                                                  |

|  | Erlikosaurus    |
|  |                 |
|  | Therizinosaurus |
|  |                 |

|         | Segnosaurus                                                      |
|         |                                                                  |
| unnamed | \| \| Erlikosaurus \| \| \| \| \| \| Therizinosaurus \| \| \| \| |
|         | \| \| Erlikosaurus \| \| \| \| \| \| Therizinosaurus \| \| \| \| |
|         | Erlikosaurus                                                     |
|         |                                                                  |
|         | Therizinosaurus                                                  |
|         |                                                                  |

|  | Erlikosaurus    |
|  |                 |
|  | Therizinosaurus |
|  |                 |

|         | Segnosaurus                                                      |
|         |                                                                  |
| unnamed | \| \| Erlikosaurus \| \| \| \| \| \| Therizinosaurus \| \| \| \| |
|         | \| \| Erlikosaurus \| \| \| \| \| \| Therizinosaurus \| \| \| \| |
|         | Erlikosaurus                                                     |
|         |                                                                  |
|         | Therizinosaurus                                                  |
|         |                                                                  |

|  | Erlikosaurus    |
|  |                 |
|  | Therizinosaurus |
|  |                 |

|         | Segnosaurus                                                      |
|         |                                                                  |
| unnamed | \| \| Erlikosaurus \| \| \| \| \| \| Therizinosaurus \| \| \| \| |
|         | \| \| Erlikosaurus \| \| \| \| \| \| Therizinosaurus \| \| \| \| |
|         | Erlikosaurus                                                     |
|         |                                                                  |
|         | Therizinosaurus                                                  |
|         |                                                                  |

|  | Erlikosaurus    |
|  |                 |
|  | Therizinosaurus |
|  |                 |

|         | Segnosaurus                                                      |
|         |                                                                  |
| unnamed | \| \| Erlikosaurus \| \| \| \| \| \| Therizinosaurus \| \| \| \| |
|         | \| \| Erlikosaurus \| \| \| \| \| \| Therizinosaurus \| \| \| \| |
|         | Erlikosaurus                                                     |
|         |                                                                  |
|         | Therizinosaurus                                                  |
|         |                                                                  |

|  | Erlikosaurus    |
|  |                 |
|  | Therizinosaurus |
|  |                 |

|         | Segnosaurus                                                      |
|         |                                                                  |
| unnamed | \| \| Erlikosaurus \| \| \| \| \| \| Therizinosaurus \| \| \| \| |
|         | \| \| Erlikosaurus \| \| \| \| \| \| Therizinosaurus \| \| \| \| |
|         | Erlikosaurus                                                     |
|         |                                                                  |
|         | Therizinosaurus                                                  |
|         |                                                                  |

|  | Erlikosaurus    |
|  |                 |
|  | Therizinosaurus |
|  |                 |

|         | Segnosaurus                                                      |
|         |                                                                  |
| unnamed | \| \| Erlikosaurus \| \| \| \| \| \| Therizinosaurus \| \| \| \| |
|         | \| \| Erlikosaurus \| \| \| \| \| \| Therizinosaurus \| \| \| \| |
|         | Erlikosaurus                                                     |
|         |                                                                  |
|         | Therizinosaurus                                                  |
|         |                                                                  |

|  | Erlikosaurus    |
|  |                 |
|  | Therizinosaurus |
|  |                 |

De vondst van Falcarius toonde aan dat sommige overeenkomsten met de Oviraptorosauria, zoals een verkorte staart en gereduceerde tanden, zich in een proces van convergente evolutie apart bij de Therizinosauridae ontwikkeld moeten hebben.

## Levenswijze
Het leefgebied van Falcarius had een vrij droog en warm klimaat met een kort nat seizoen. Het landschap was schaars begroeid waarbij vlakten met varens afgewisseld werden door kleinere bosschages en rivierbossen.
De tandvorm van Falcarius, met kleine bladvormige tanden aan de achterrand voorzien van een grovere karteling die geschikt is voor het verwerken van taai plantenmateriaal, de kleine kop en de grote buikholte zijn sterke aanwijzingen dat het dier al voornamelijk een herbivoor was die hoogstens zo nu en dan met zijn langere voorste tanden nog een kleiner dier verschalkte — ook die dienden echter misschien om planten af te bijten. De verkorte uitsteeksels aan de basis van de schedel zijn aangevoerd als een teken dat de kop niet meer zo hecht aan de nek verbonden hoefde te worden als bij vleeseters die veel zwaardere schokken moeten doorstaan. De langere en meer flexibele nek en de meer opgerichte romp maakten het mogelijk hogere plantenlagen te bereiken. De robuuste voeten ondersteunden dan het lichaam. De lange geklauwde handen konden takken naar beneden trekken maar dat lijkt niet hun hoofdfunctie te zijn geweest die duidelijk lag in de zelfverdediging, zoals blijkt uit hun scherpe gekromde bouw en het verstevigde opperarmbeen. Een studie uit 2025 stelde vast dat de functie en vorm van het spierstelsel van de voorpoten niet fundamenteel verschilde van die van basale theropoden. Overigens zijn de roofsauriërs die in de Yellow Cat met zekerheid zijn vastgesteld, Geminiraptor en Nedcolbertia, kleiner dan Falcarius zelf; misschien kwam er echter ook de reusachtige dromaeosauride Utahraptor voor of een verwant ervan. De kleinere roofdieren konden met de handklauwen worden afgeweerd maar voor een jager als Utahraptor kon Falcarius beter de benen nemen. Die hadden dan ook, gezien het lange onderbeen, een redelijk vermogen tot rennen bewaard, zoals in 2023 bevestigd werd door een studie naar het spierstelsel. Falcarius was echter niet zeer snel, zoals uit de zwakke staartbasis blijkt die geen erg krachtige retractorspieren gedragen kan hebben. De zware pneumatisering van de wervels en de schedelbasis duidt op een uitgebreid systeem van luchtzakken en daarmee op een hoge stofwisseling en goede zuurstofvoorziening, zodat het dier wel een goed uithoudingsvermogen had.
Het bij elkaar gevonden worden van vele honderden individuen, is gezien als een aanwijzing dat het dier in kudden leefde. Het vermogen om een grotere reeks toonhoogten te horen, zoals blijkt uit de bouw van het binnenoor, zou een mogelijke aanpassing kunnen zijn aan het communiceren door middel van groter aantal geluidsignalen binnen een sociale groep. Een alternatieve verklaring is dat het gaat om een opeenhoping van skeletten over een langere tijdsduur. Onder de skeletten bevinden zich ook jongen. De kleinste hadden een lengte van ongeveer een halve meter. In 2006 werd door Zanno gemeld dat aan de hand hiervan de gehele rijping gevolgd kon worden en dat er vijf levensfasen te onderscheiden waren. De studie daarover heeft ze echter nog niet gepubliceerd.